# Église Saint-Pierre-et-Saint-Paul de Jouy-sous-Thelle
Pour les articles homonymes, voir Église Saint-Pierre-et-Saint-Paul.
L'église Saint-Pierre-et-Saint-Paul est une église catholique paroissiale située à Jouy-sous-Thelle, dans le département de l'Oise, en France.
Elle a probablement été construite sur l'initiative du cardinal Nicolas de Pellevé, principal chef de la ligue catholique, natif de Jouy-sous-Thelle, entre 1572 et 1588. Du fait de la saisie des biens du cardinal en 1585, la nef est restée inachevée, et les voûtes n'ont été mises en chantier qu'en 1606. Parmi les autres églises Renaissance de la région, l'église Saint-Pierre-et-Saint-Paul se distingue par son plan tréflé, et l'absence de toute influence gothique. Elle a été classée aux monuments historiques par arrêté du 10 janvier 1921, puis le porche moderne avec le retable qu'il abritait a été classé à son tour par arrêté du 11 août 1932. Aujourd'hui, l'église est affiliée à la paroisse Sainte-Thérèse d'Auneuil, et les messes dominicales y sont célébrées le samedi soir précédant le premier dimanche du mois.

## Localisation
L'église Saint-Pierre-et-Saint-Paul se situe en France, dans le département de l'Oise, dans le Vexin-en-Thelle, sur la commune de Jouy-sous-Thelle, à l'ouest du rond-point RD 129 (rue de la Poste / rue du Moulin) / RD 6 (rue des Puits). Une courte allée de tilleuls relie le rond-point au portail occidental. À gauche de l'allée, se trouve le monument aux morts de la commune, puis un parking. Le terrain engazonné devant l'église et le parking correspondent à l'ancien cimetière, qui a été transféré vers son emplacement actuel en 1866. La rue Saint-Michel contourne l'église par le nord et par l'est, à une certaine distance. Entre la rue et les abords du chœur, se situe une mare, qui servait de réserve d'eau en cas d'incendie. À l'est et au sud, les murs de clôture des propriétés privées contigües se rapprochent de l'église, mais l'on peut néanmoins en faire le tour grâce à un étroit passage. L'édifice est entièrement dégagé de constructions mitoyennes.

## Histoire

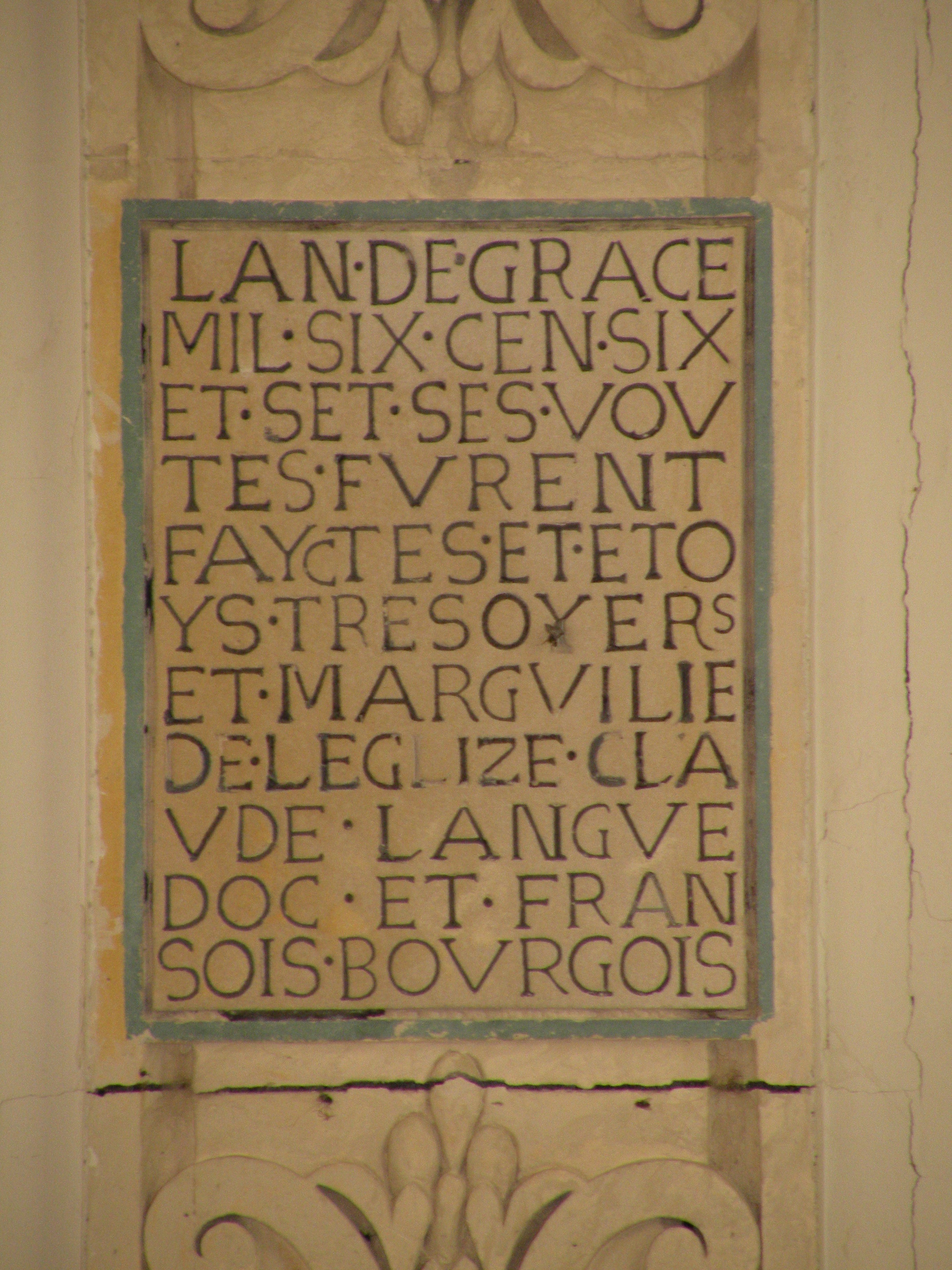
Plaque commémorative de la construction des voûtes.

Sous l'Ancien Régime, la paroisse relève du doyenné de Chaumont, de l'archidiaconé du Vexin français et de l'archidiocèse de Rouen. Le collateur de la cure est l'archevêque de Rouen. Les patrons de l'église sont saint Pierre et saint Paul. L'on ignore la date de la fondation de la paroisse, et les raisons qui expliquent la démolition de la précédente église, au troisième quart du XVIe siècle. Même les circonstances de la construction de l'église actuelle ne sont pas connues. La tradition orale locale rapporte que l'instigateur de la construction soit le cardinal Nicolas de Pellevé, principal chef de la Ligue catholique, né à Jouy-sous-Thelle le 18 octobre 1518. En 1831 déjà, Louis Graves réfute cette hypothèse, et estime que le style de l'édifice correspond à la Renaissance tardive, soit au début du XVIIe siècle. En effet, les influences gothiques, qui sont encore très nettes dans les églises Renaissance du Vexin jusqu'à la fin du XVIe siècle, y sont complètement absentes, et l'église Saint-Pierre-et-Saint-Paul n'a pas son pareil dans les environs, ce qui amène Bernard Duhamel à dire qu'elle est « un canard dans le poulailler ». Il n'y a notamment pas de voûtement d'ogives, il paraît certain qu'il n'a jamais été prévu. Nonobstant, Bernard Duhamel affirme que l'église aurait été construite à la fin du règne de Charles IX, qui est mort le 30 mai 1574, et n'exclut pas que le cardinal de Pellevé aurait été pour quelque chose dans le projet. De 1572 jusqu'à la fin de sa vie le 28 mars 1594, le cardinal séjourna à Rome, et il aurait demandé les plans à un architecte italien. L'inachèvement de l'église est expliqué par la saisie des biens du cardinal en 1585. Quoi qu'il en soit, sa dédicace fut célébrée en 1588. La nef n'a jamais été achevée. En 1606, une nièce du cardinal, Françoise de Pellevé, a donné l'argent pour la mise en chantier des voûtes. Une plaque commémorative scellée dans une voûte rappelle la construction des voûtes : « LAN DE GRACE MIL SIX CENS SIX ET SET SES VOVTES FVRENT FAICTES ET ETOYS TRESOYERS ET MARGVILLIER DE LEGLIZE CLAVDE LANGVUEDOC ET FRANCOIS BOVRGOIS »,.

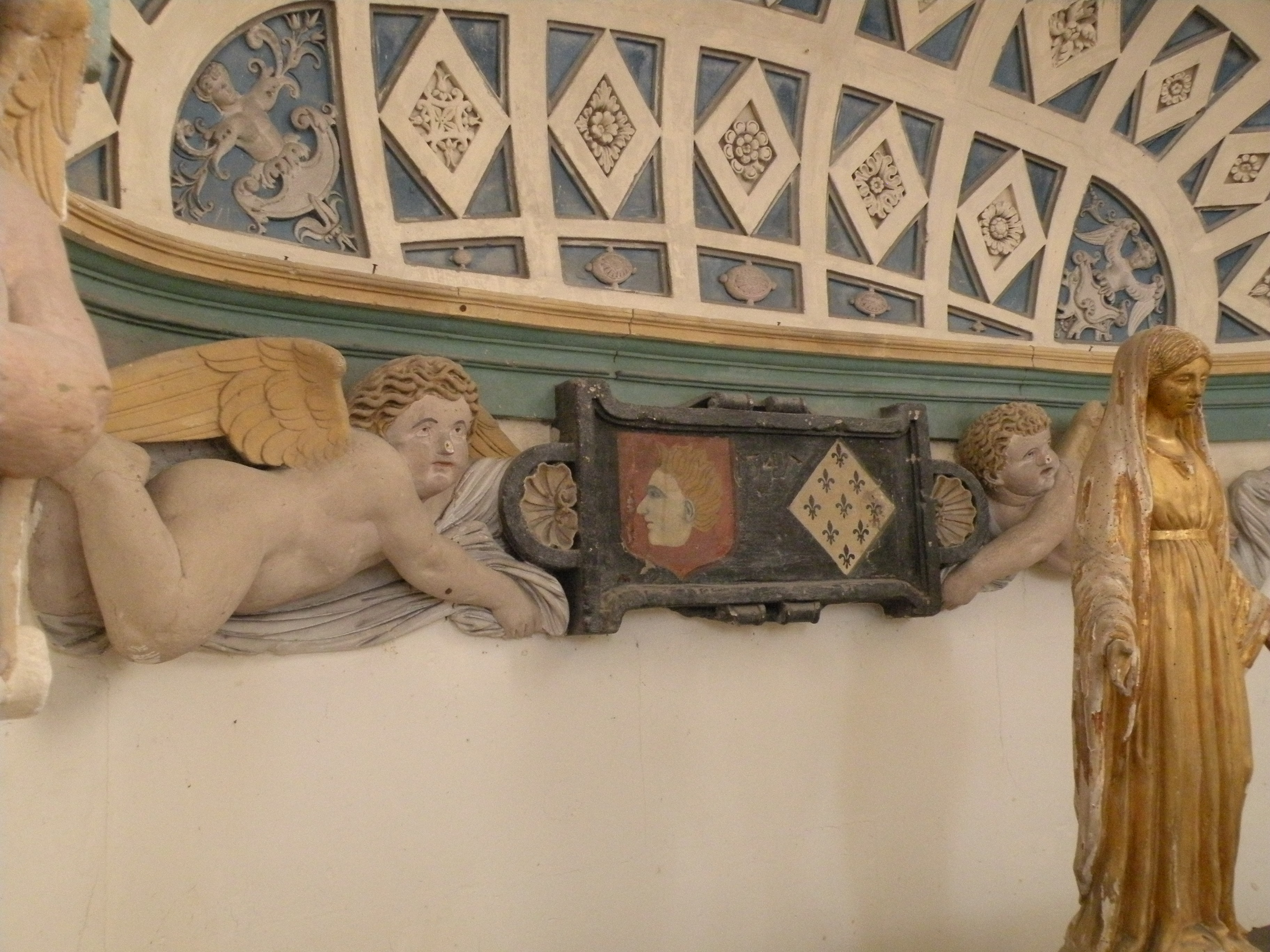
Deux anges tiennent les emblèmes héraldiques du cardinal de Pellevé (niche du croisillon sud).

En 1743, le clocher assis sur le toit du chœur est démoli, et remplacé par un nouveau clocher au-dessus de la croisée du transept, ce qui suscite la colère de nombre de paroissiens : en effet, le chœur est à la charge des gros décimateurs, tandis que la nef est à la charge des habitants, et en l'occurrence, la croisée du transept est considérée comme faisant partie de la nef. Les soubassements des fenêtres des croisillons comportent un total de six niches ou enfeus, qui étaient destinés à abriter des monuments funéraires des seigneurs de Jouy-sous-Thelle, dont certains provenaient de l'ancienne église. Ils appartenaient notamment à Robert de Malherbe et sa femme ; Charles de Pellevé et Hélène de Fay sa femme, morts en 1574 ; Jehan de Pellevé et Renée de Bouvery sa femme, morts respectivement en 1558 et 1568 ; et Françoise de Pellevé, veuve de Jehan de Pisseleu, morte le 1er février 1666. Louis Graves dit que les monuments possédaient des statues (des gisants ou des priants ?) avec des têtes et des mains en marbre blanc, qui sont les seuls éléments conservés. Au mois de mars 1696, un jeune curé fouilla clandestinement les tombes du caveau seigneurial, et fut fort étonné de trouver des corps « parfaitement sains », sans trace de décomposition. Sous la Révolution française, Jouy-sous-Thelle fut rattaché au diocèse de Beauvais avec l'ensemble des paroisses sur le territoire du département de l'Oise. Entre 1801 et 1822, le diocèse de Beauvais fut annexé au diocèse d'Amiens. — Le millésime de 1877 inscrit en haut du mur occidental témoigne d'un rafraîchissement de la décoration intérieure en cette année. L'église fut classée aux monuments historiques par arrêté du 10 janvier 1921, puis le porche du XIXe siècle avec le fragment de retable qu'il abrite a été classé à son tour par arrêté du 11 août 1932. Toute l'église est aujourd'hui en bon état. Jouy-sous-Thelle n'est à présent plus une paroisse indépendante, et affiliés à la paroisse Sainte-Thérèse-de-l'Enfant-Jésus d'Auneuil. Les messes dominicales sont célébrées en l'église Saint-Pierre-et-Saint-Paul le samedi précédant le premier dimanche du mois, à 18 h 30.

## Description

### Aperçu général
À peu près régulièrement orientée mais avec une légère déviation de l'axe vers le sud-ouest du côté du chevet, l'église répond à un plan cruciforme. Elle se compose d'une courte nef sans subdivision en travées et sans bas-côtés ; d'un transept dont chaque croisillon comporte une partie droite et une abside en hémicycle ; et d'un chœur qui présente une partie droite plus profonde, mais est sinon analogue aux croisillons. L'ensemble de l'église est voûtée en berceau, sauf la croisée du transept, où une voûte d'arêtes résulte de la rencontre des voûtes en berceau. La nef est précédée d'un petit porche ou narthex moderne, et une sacristie également moderne occupe l'angle entre croisillon sud et chœur. Un petit clocher en charpente s'élève au-dessus de la croisée du transept. Toutes les couvertures sont réalisées en ardoise.

### Intérieur

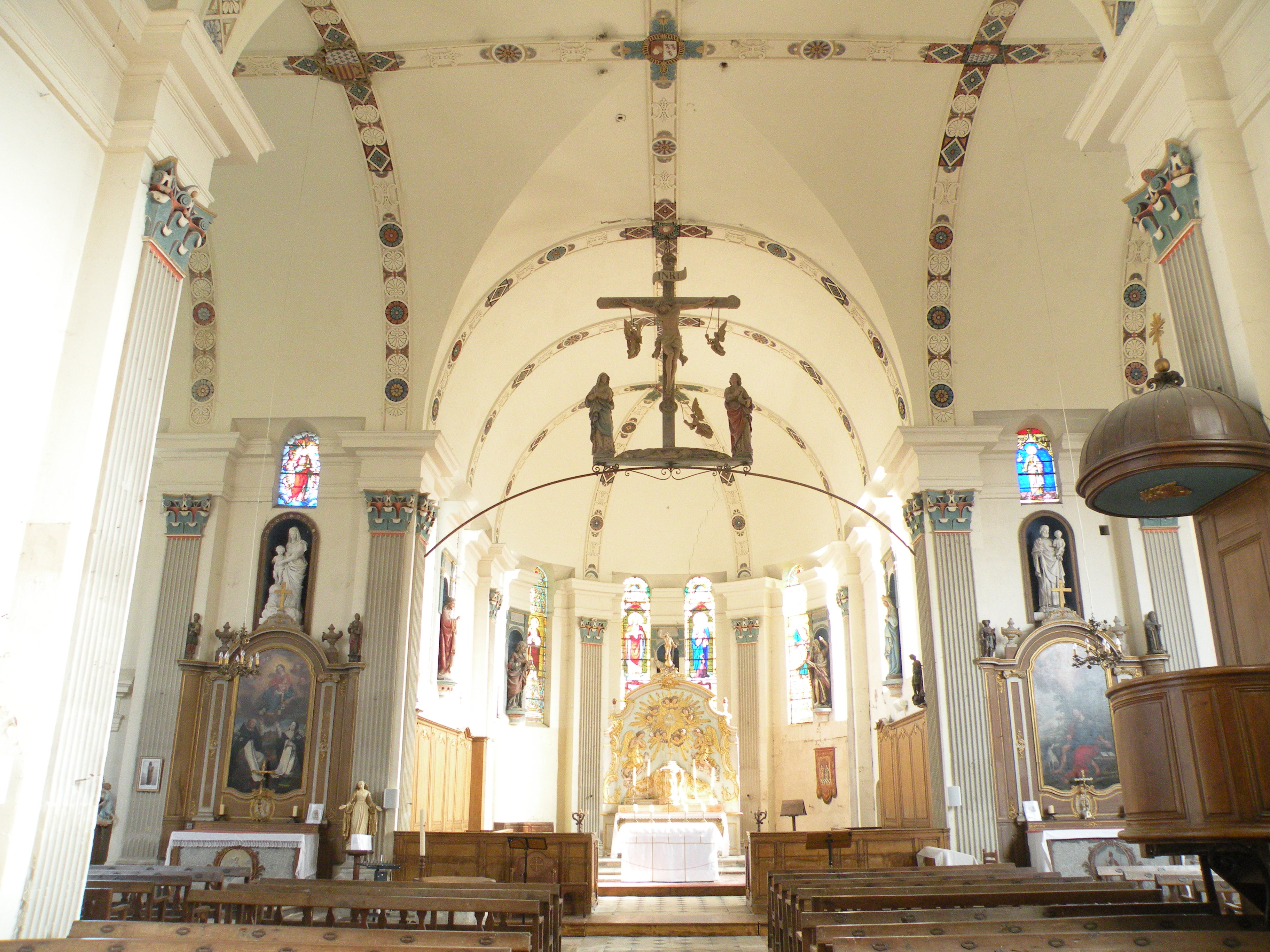
Vue intérieure générale vers le chœur.

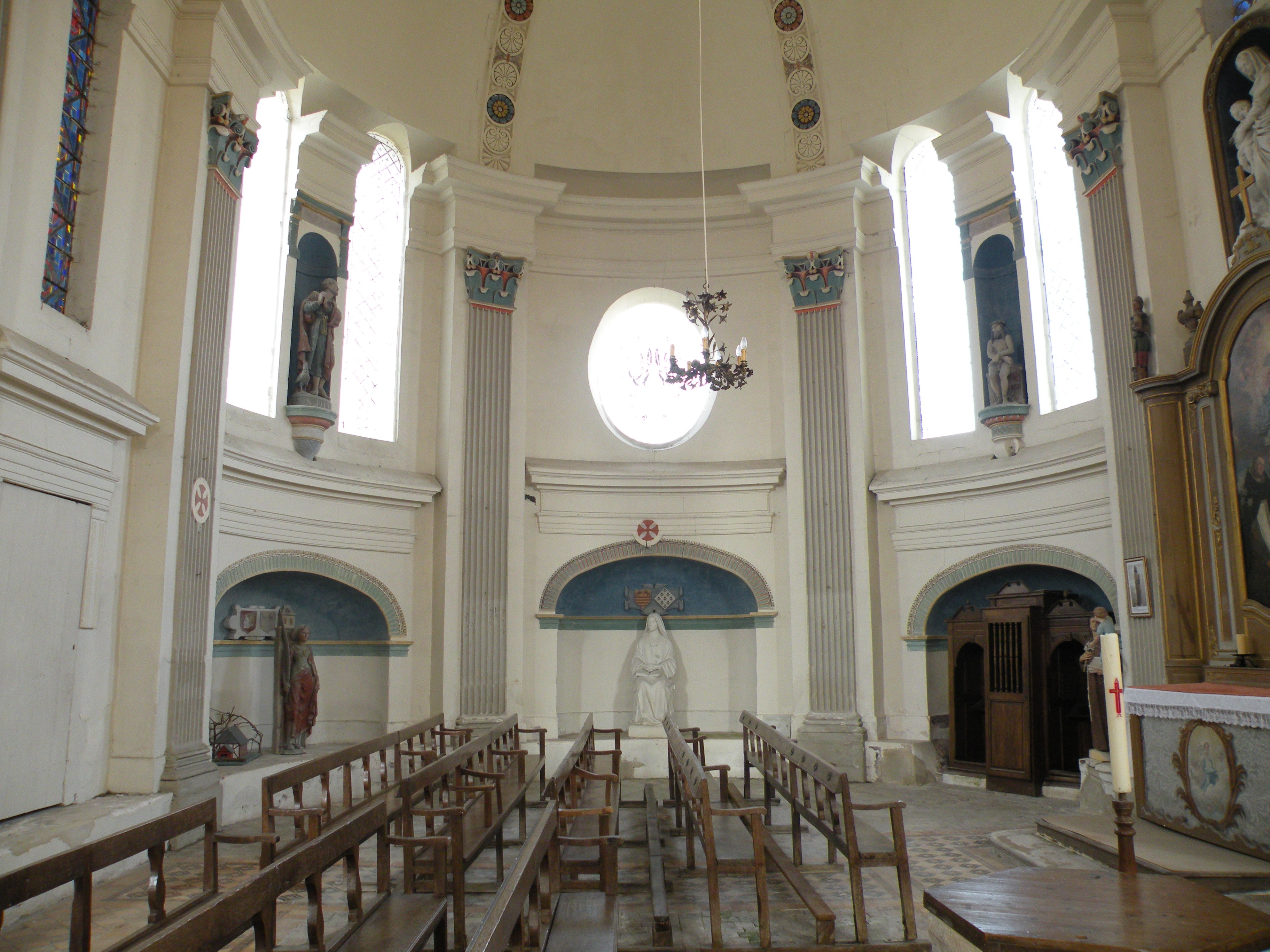
Croisillon nord.

Les différentes parties de l'église sont parfaitement homogènes. Cependant, l'on observe l'absence de continuité stylistique entre les élévations latérales et les voûtes, ce qui s'explique facilement par leur construction après coup. L'architecture fait appel à des pilastres corinthiens comme principal élément de structuration. Les chapiteaux sont fortement stylisés, et ne rappellent que vaguement le modèle antique. La scansion horizontale fait pratiquement défaut. Les pilastres, à faible relief hormis pour les chapiteaux, sont plaqués devant un large dosseret, qui fait saillie devant les surfaces murales. Les dosserets ainsi que les murs entre deux dosserets se terminent par un entablement, avec une métope aniconique et une corniche fortement saillante, sans denticules. Comme particularité, les fenêtres interrompent la corniche, qui va exactement jusqu'aux impostes des hautes et étroites baies en plein cintre sans ébrasement. De cette façon, il n'y a, à aucun endroit, des sections d'entablement d'une longueur notable. Cela aurait pu être le cas au revers de la façade, qui ne possède pas de fenêtres, mais l'on y trouve seulement un simple bandeau mouluré. Les différentes parties de l'église se présentent comme suit. La nef ne possède de pilastres qu'à la limite avec le carré du transept. Les murs gouttereaux sont percés de deux fenêtres chacun, qui cantonnent une niche à statue ménagée dans l'épaisseur du mur. La voûte ne prend pas appui sur la totalité de la corniche, mais seulement au début et à la fin, ce qui est une particularité qui existe partout dans l'église où deux fenêtres s'insèrent entre une paire de pilastres. L'angle sud-ouest abrite un escalier à vis en bois, qui effectue quatre rotations autour de son axe avant de parvenir à l'orifice dans la voûte qui permet d'accéder aux combles. L'escalier dessert également la tribune occidentale. Le portail est une simple porte rectangulaire à double vantail,.
Les parties droites des croisillons sont ajourées d'une seule baie à l'ouest et à l'est, qui est très petite à l'est, et poussée haut sous la voûte, afin de laisser la place à des retables. Les absides en hémicylce comportent trois sections définies par des pilastres, avec deux baies géminées par section, ou un grand œil de bœuf au chevet. Des sections d'entablement sont engagés dans les murs à la limite des allèges, sans qu'il y ait des pilastres pour les supporter. Les trois niches par croisillon sont voûtées en cul-de-four, avec un bandeau mouluré à la retombée de la voûte. Le plafond à caissons de la niche au chevet du croisillon sud est particulièrement soigné. Il semble porté par deux chérubins potelés, qui sont placées horizontalement à sa retombée, et tiennent un cartouche avec les meubles du blason du cardinal de Pellevé : de gueules, à la tête humaine d'argent, posée de profil, les cheveux hérissés d'or (de Pellevé), et d'argent semé de fleurs de lys de sable (Faÿ). — Le chœur possède deux travées droites, et les soubassements des fenêtres sont nus. En revanche, des niches à statues sont ménagées dans les trumeaux des sections en hémicycle, au nord et au sud, comme dans la nef. Sinon, le chœur est en tous points égal aux croisillons. Quant à la voûte, elle est décorée de larges bandeaux. Un bandeau correspond à la ligne faîtière. Des bandeaux perpendiculaires commencent au-dessus de chaque pilastre, ainsi qu'au-dessus des trumeaux de la nef. Ainsi les bandeaux délimitent les différentes travées, et les sections des hémicycles des absides. Ils sont entièrement sculptés de motifs ornementaux. Dans la nef, ce sont uniquement des rosaces inscrits dans des losanges. Ce motif revient dans les croisillons, où le motif le plus fréquent sont des coquilles Saint-Jacques affrontées, qui alternent avec des rosaces inscrites dans des cercles. Dans le chœur, des gerbes alternent avec une rosace inscrite dans un losange, puis une rosace inscrite dans un cercle. Un motif sur deux bénéficie d'une polychromie architecturale. Bernard Duhamel qualifie l'entablement de « pesant », et la brièveté de son étude traduit son manque d'enthousiasme face au monument, tandis que Louis Graves dit que « cet édifice est noble et élégant »,.

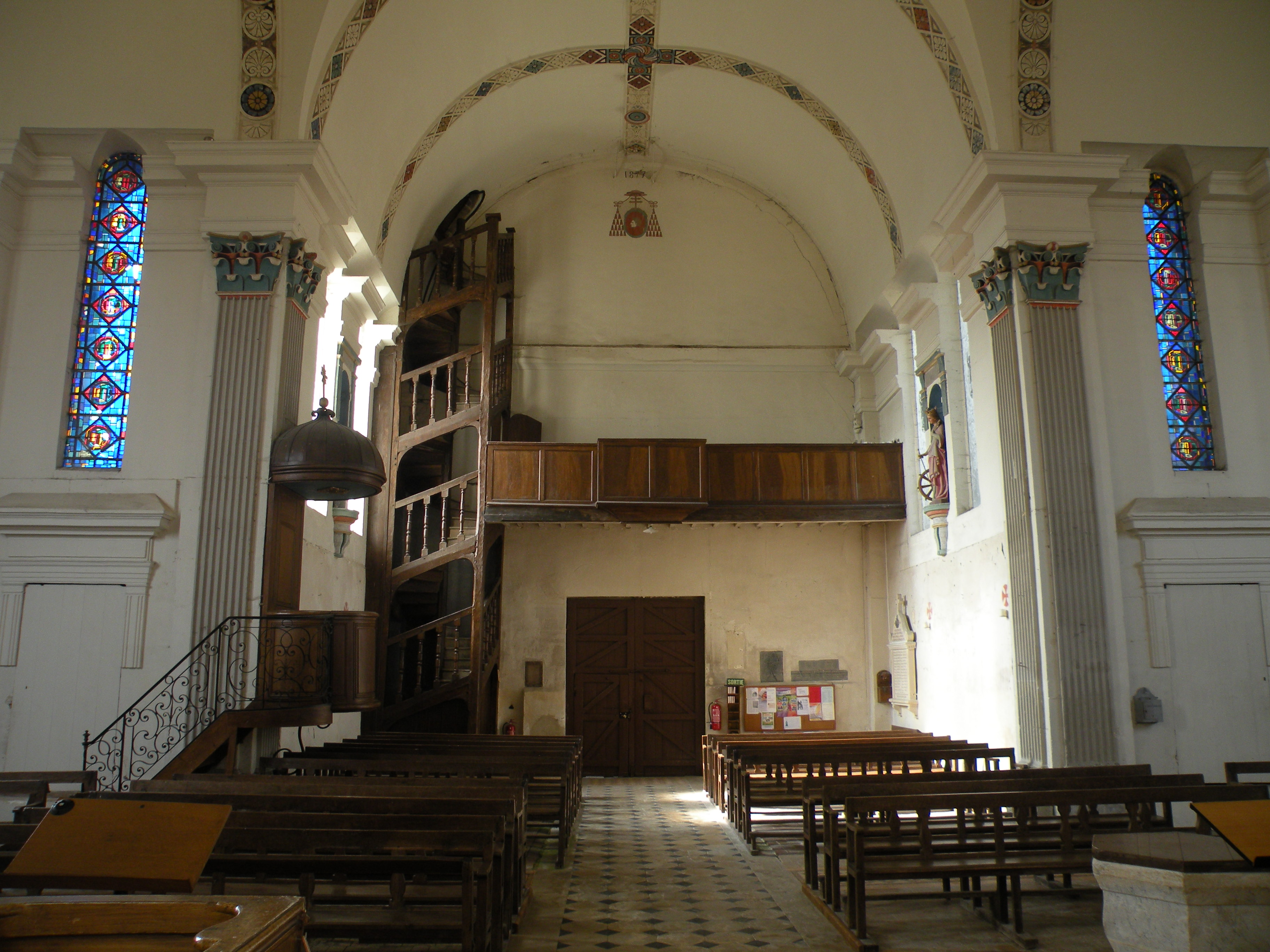
Croisée, vue vers l'ouest.
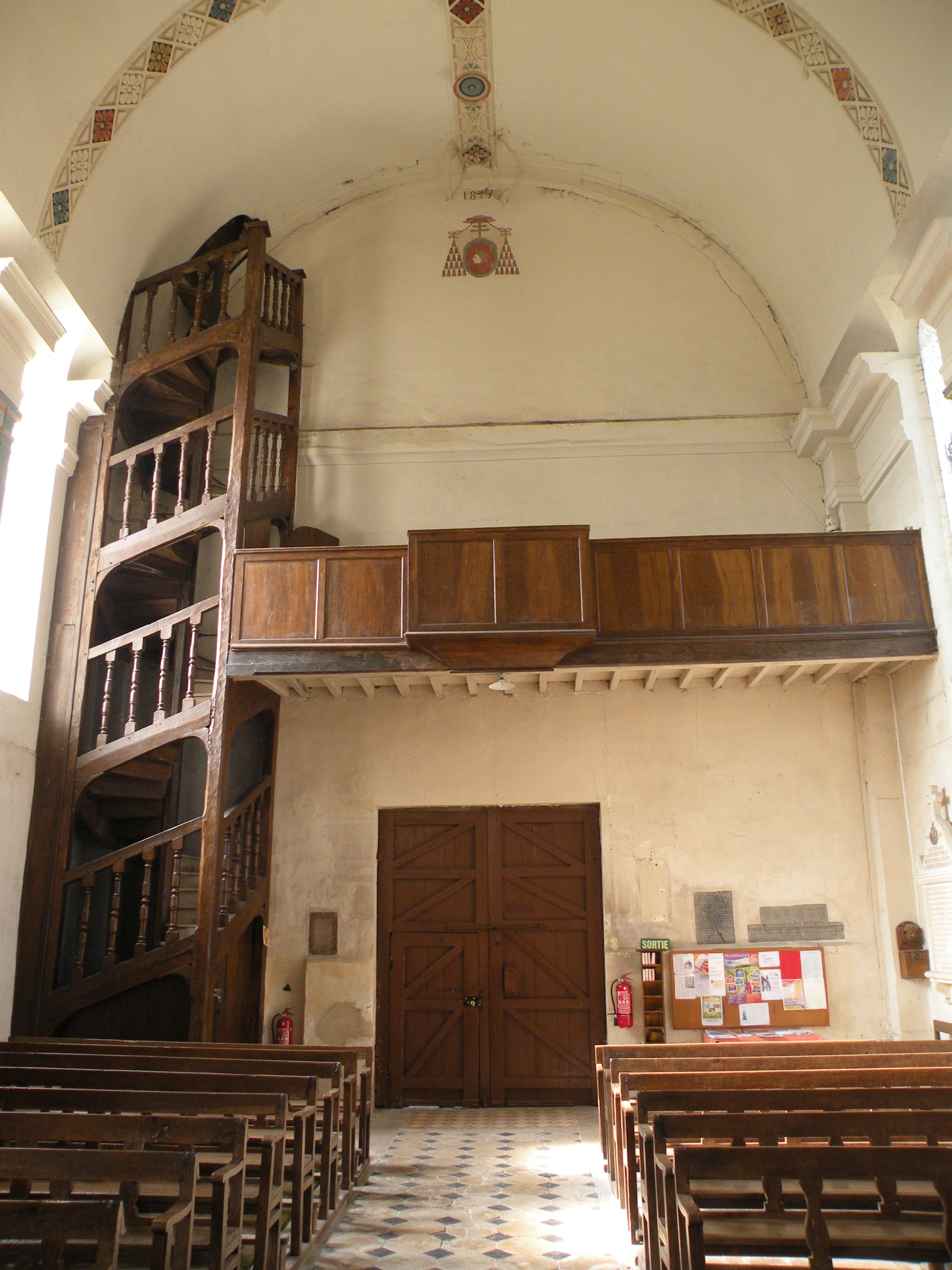
Nef, vue vers l'ouest.
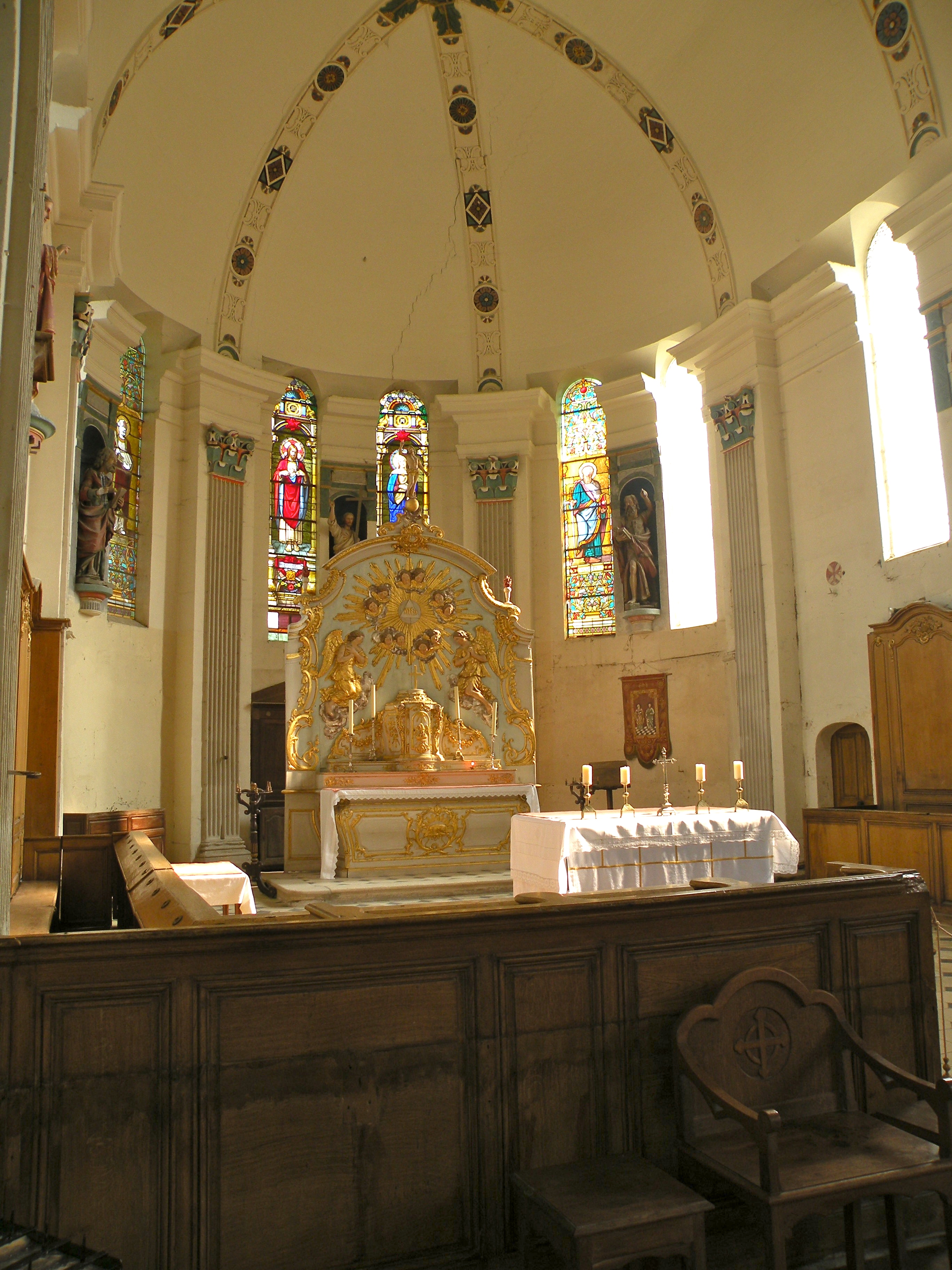
Chœur.
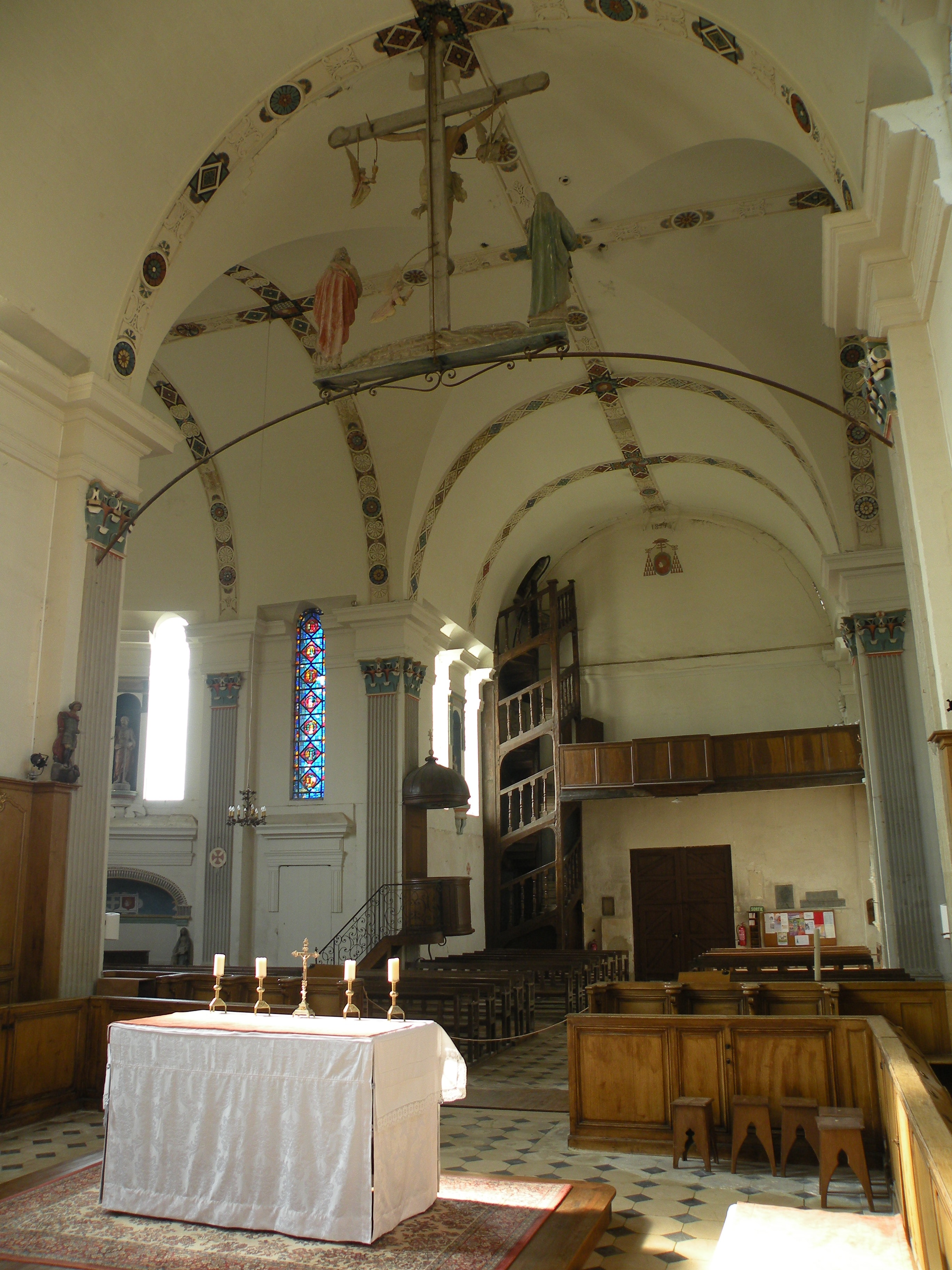
Chœur, vue vers l'ouest.
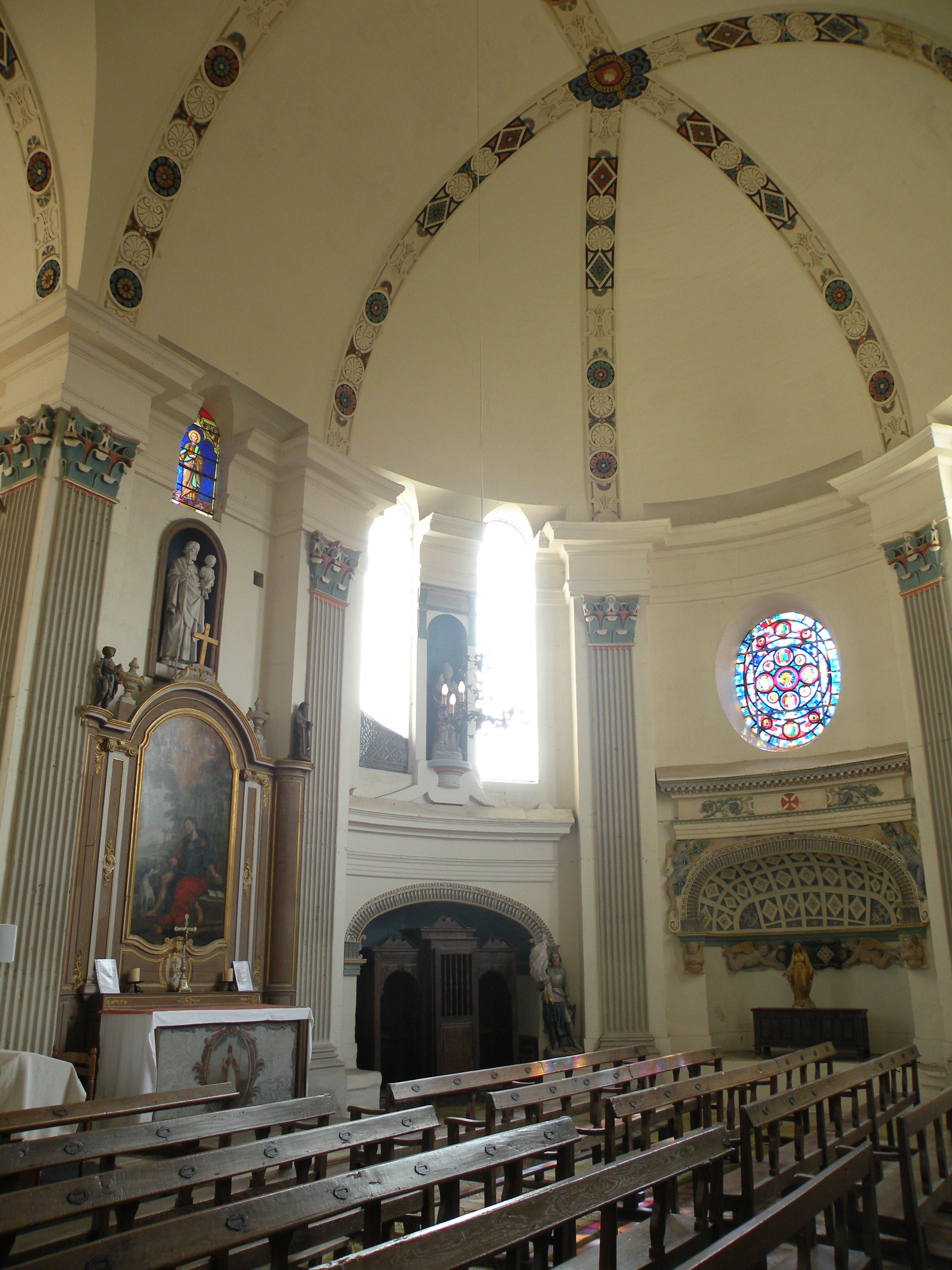
Croisillon sud.
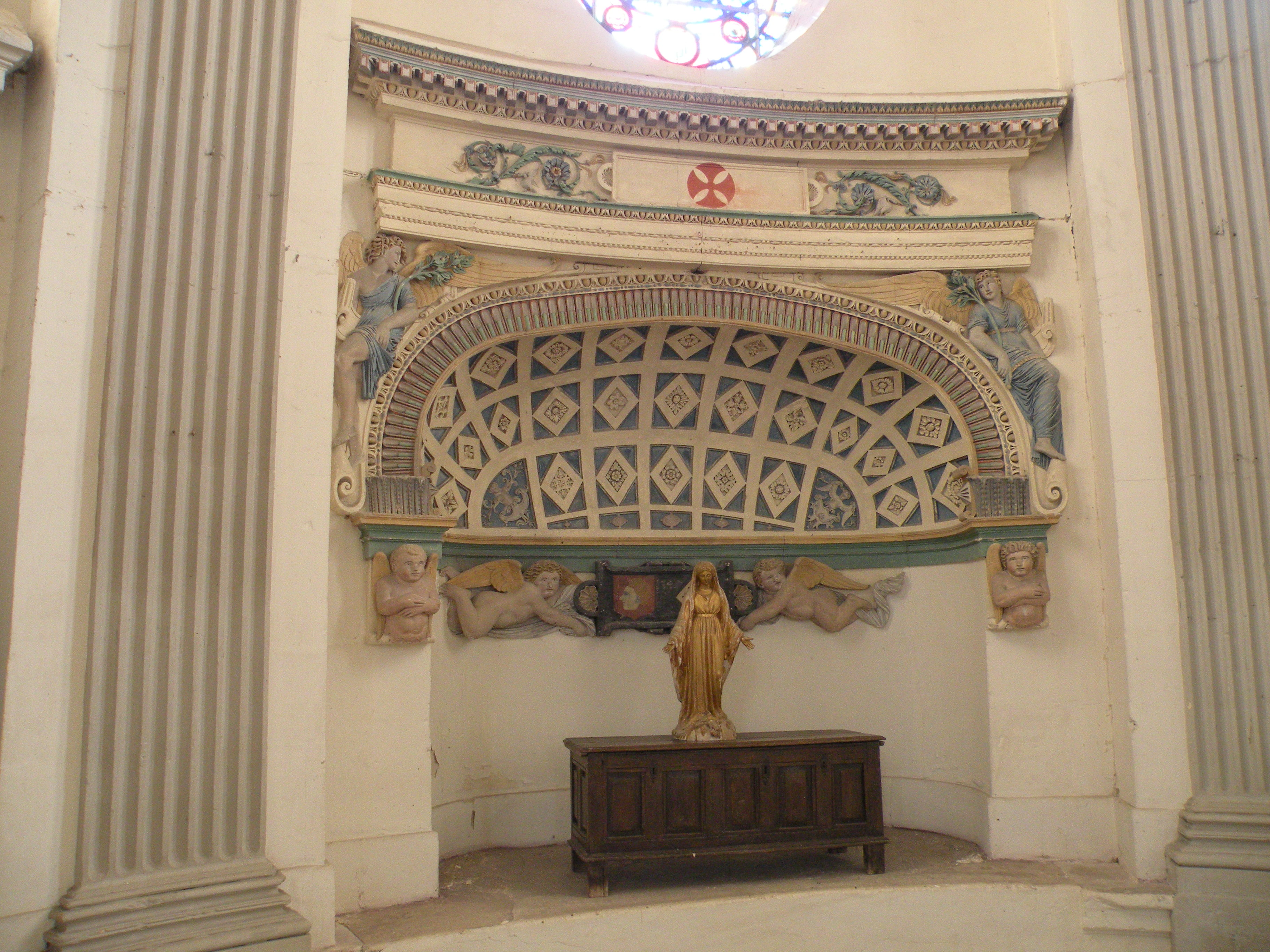
Niche du croisillon sud.

### Extérieur

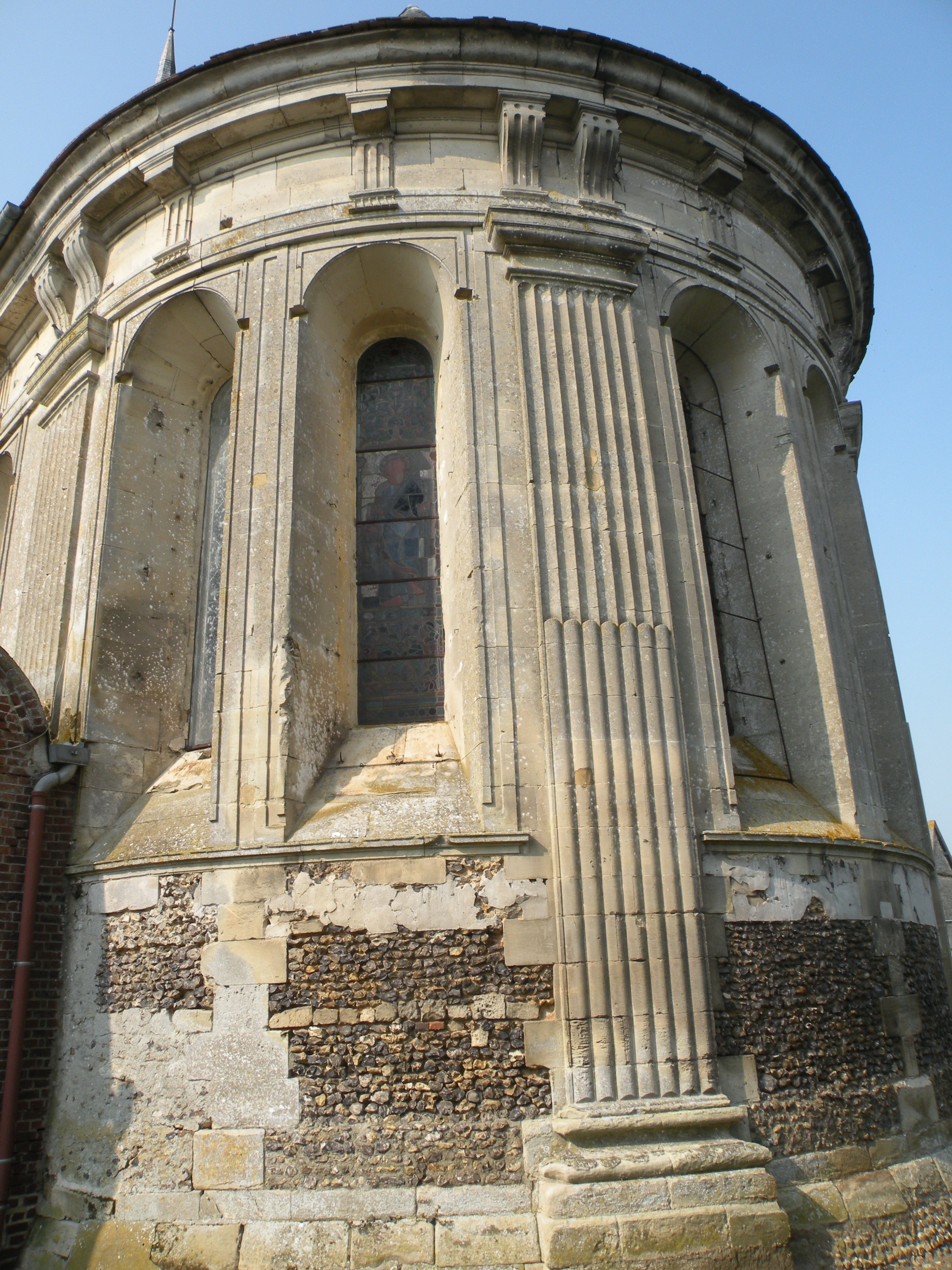
Abside.

L'église est presque entièrement bâtie en pierre de taille, et les joints sont si minces qu'elles sont à peine visibles. Néanmoins, les soubassements de la plupart des fenêtres sont réalisés en très petits moellons de silex, matériau local fréquemment utilisé en pays de Thelle. Le narthex et la sacristie sont en briques. Comme à la cathédrale Saint-Pierre de Beauvais, il n'y a pas de façade occidentale. Un pignon en charpente revêtu d'ardoise termine le toit, et une cloison provisoire revêtue de bardeaux ferme la nef. Des pierres en attente au niveau des murs gouttereaux et de l'arc de la voûte mettent en exergue l'inachèvement de l'édifice. Comme pour l'espace intérieur, l'architecte a eu recours aux pilastres cannelés, mais ils sont ici plus larges, et s'achèvent par des chapiteaux doriques tout sobres. Comme particularité, le profil des cannelures change à mi-hauteur : jusque-là, l'on voit des moulures concaves, qui ne constituent pas des cannelures à proprement parler ; puis, les moulures deviennent convexes. Comme au XIIe siècle à l'intérieur des églises, les fenêtres s'ouvrent au-dessus d'un long glacis pentu, et sont largement ébrasées, sauf sur les parties droites des croisillons, où la place semble manquer entre les pilastres et les angles des murs. De discrets bandeaux entourent les baies. Contrairement à l'intérieur, le sommet des baies coïncide avec le sommet des chapiteaux des pilastres, ce qui évite que l'entablement ne soit interrompu. L'entablement est inhabituellement haut, et sa métope est agrémentée de quelques biglyphes à gouttes épars, à raison d'un au-dessus de chaque pilastre, et un au-dessus de chaque fenêtre, ce qui donne une répartition fort irrégulière. Les biglyphes au-dessus des pilastres se présentent comme des consoles galbées, qui soutiennent la corniche fortement saillante. Au-dessus des biglyphes plats, l'on trouve des corbeaux cubiques. Pour éviter la nudité des murs au chevet des croisillons, où un œil-de-bœuf se substitue aux baies gémelées que l'on trouve sur les autres sections en hémicycle, des niches à statues sont ménagées dans l'épaisseur des murs. Elles sont surmontées d'un fronton en plein cintre, dont les contours sont soulignés par des oves. Si l'architecture est sans conteste très soignée, elle est empreinte d'une certaine froideur, et les irrégularités au niveau de l'entablement ne sont pas favorables à l'harmonie de l'ensemble. L'on note l'absence de tout motif religieux à l'extérieur.

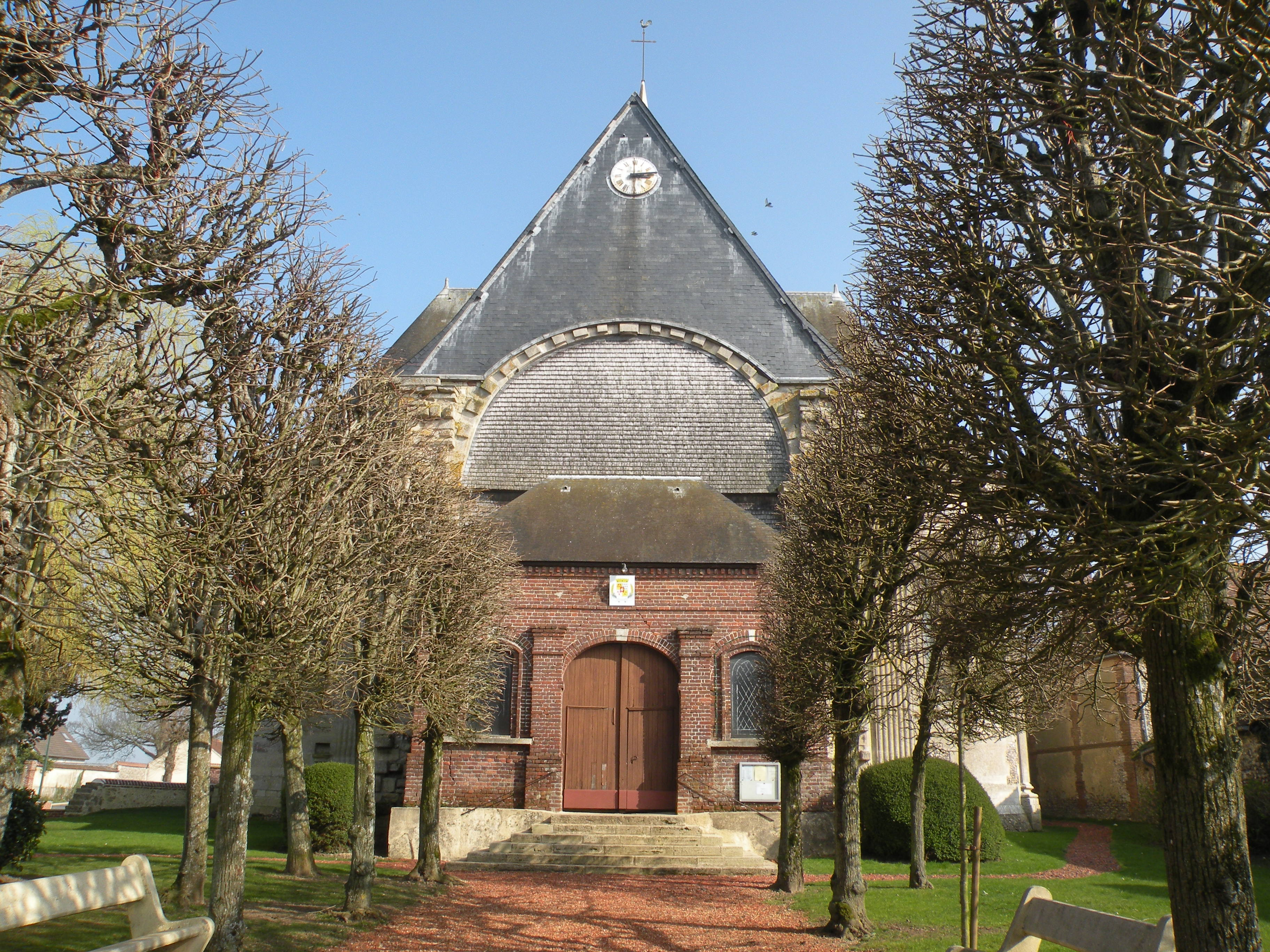
« Façade » occidentale.
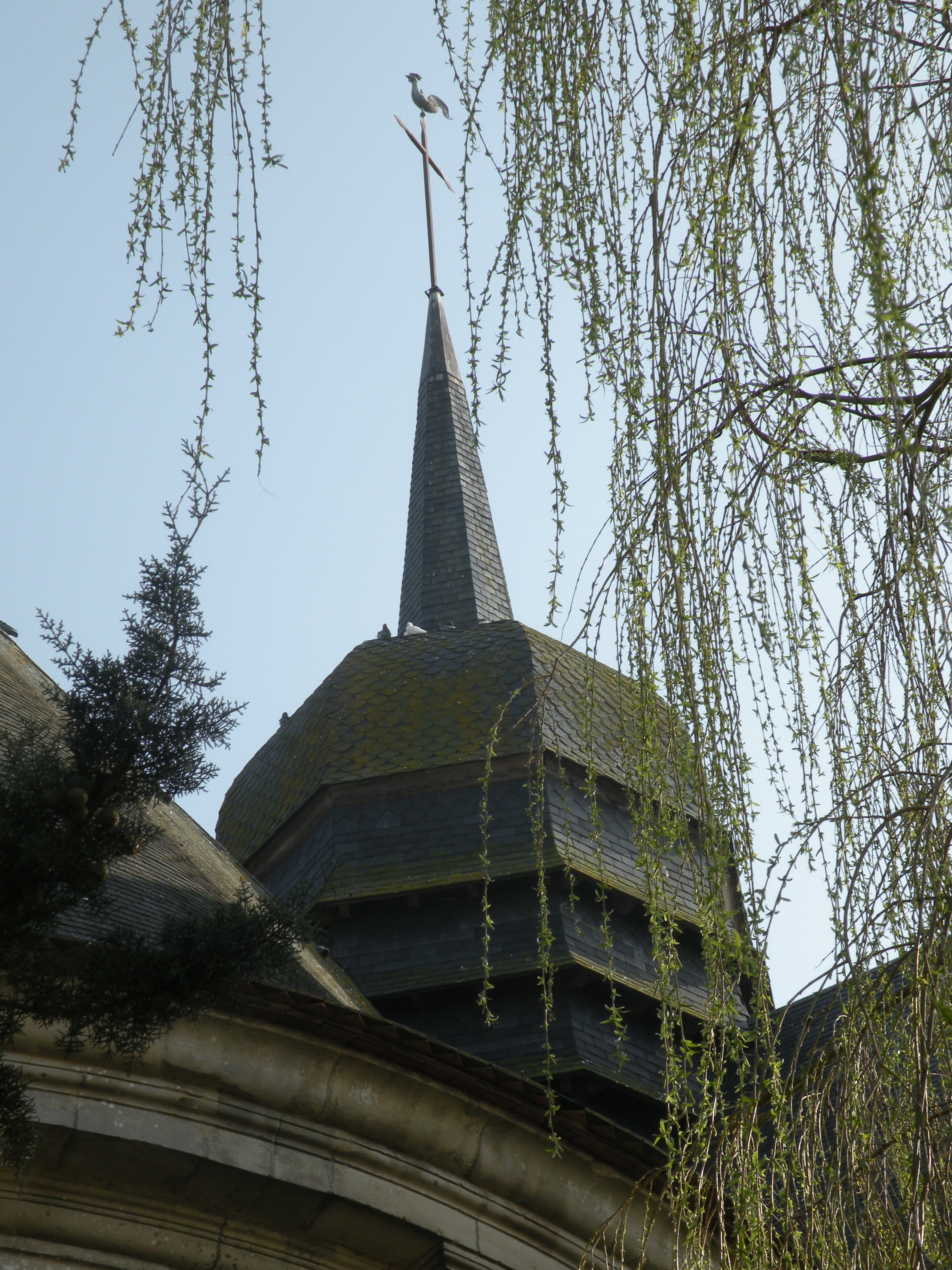
Clocher.
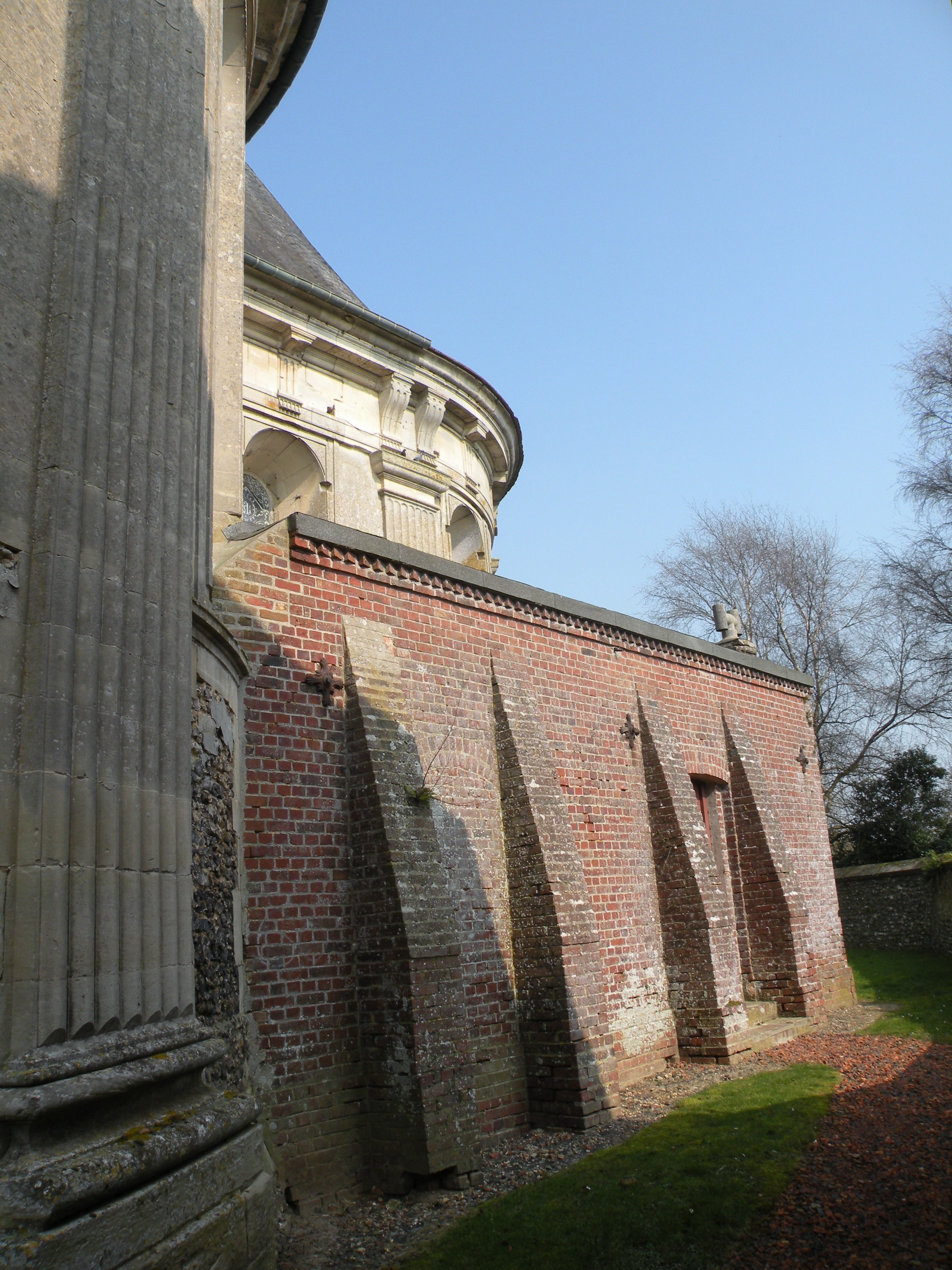
Sacristie, côté sud.
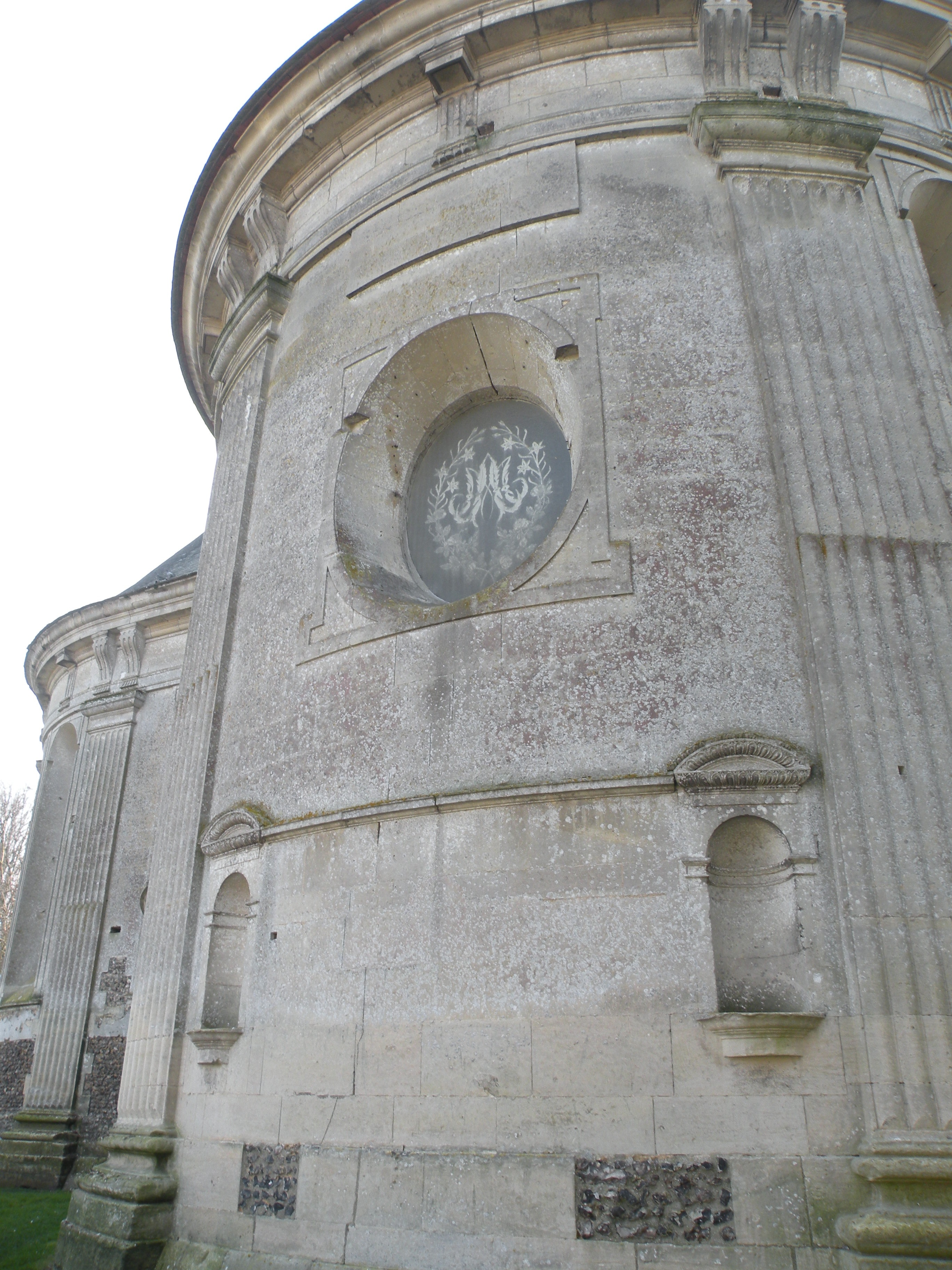
Croisillon nord.
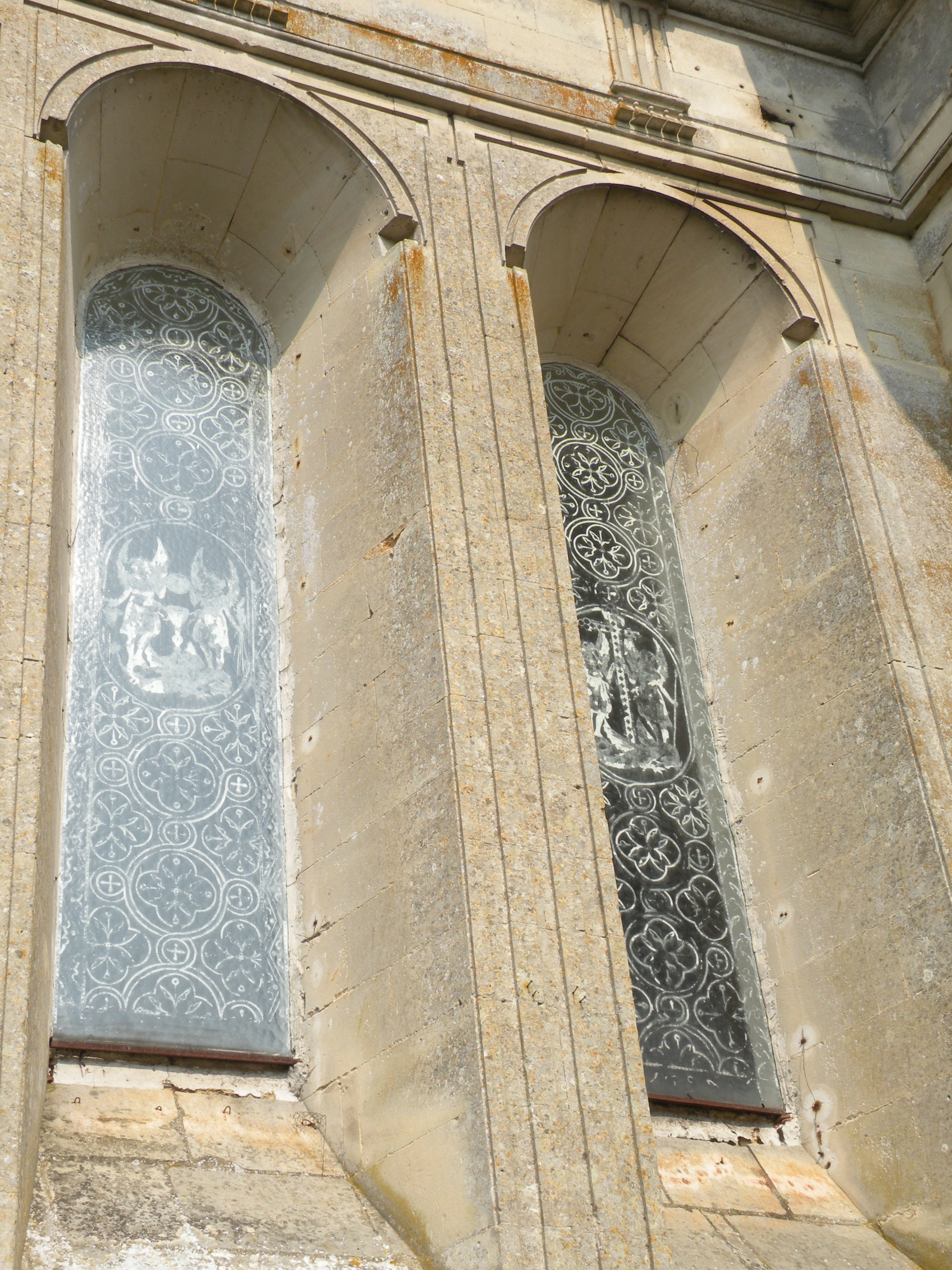
Fenêtres géminées.
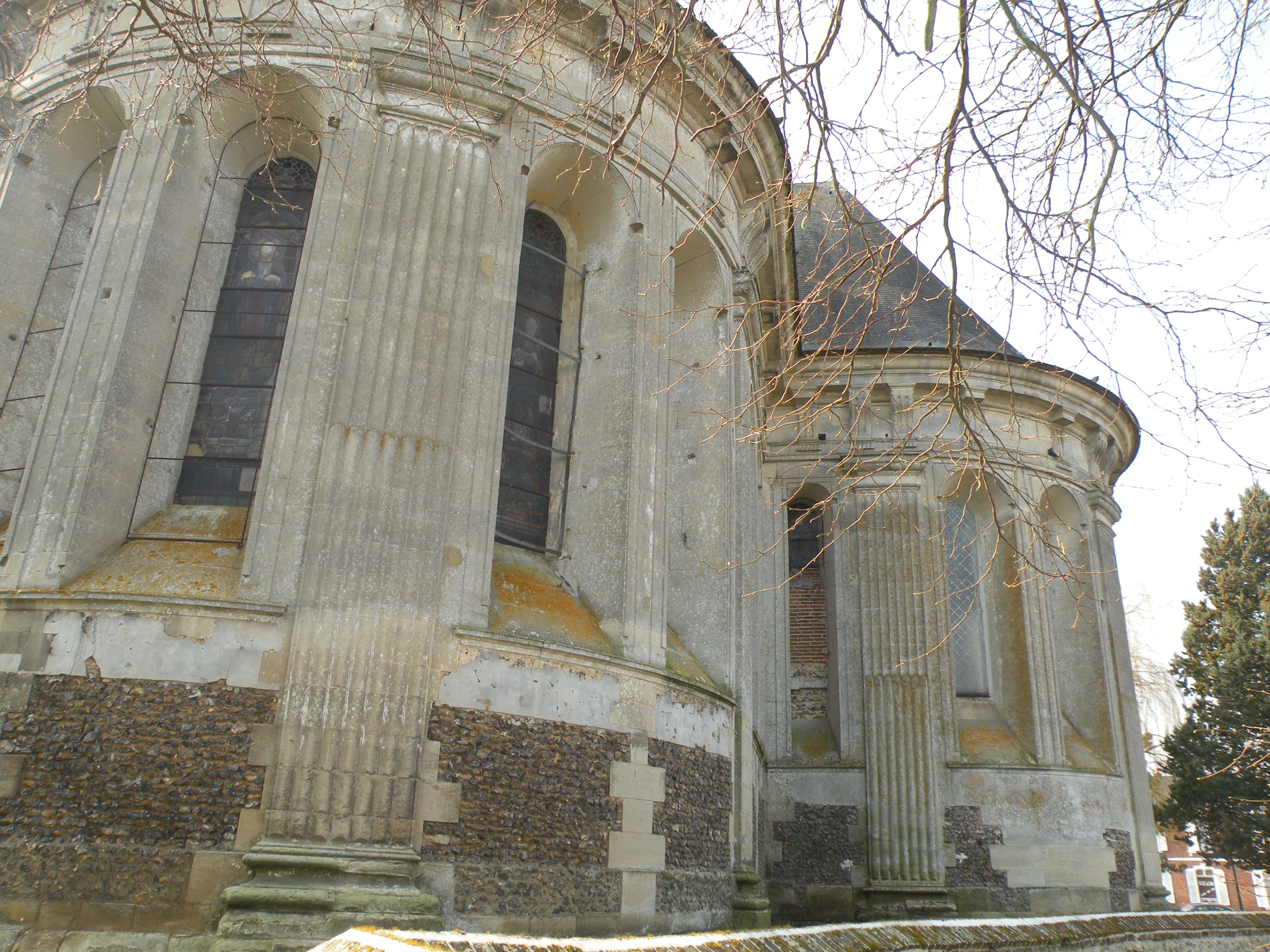
Chœur et croisillon nord.

## Mobilier

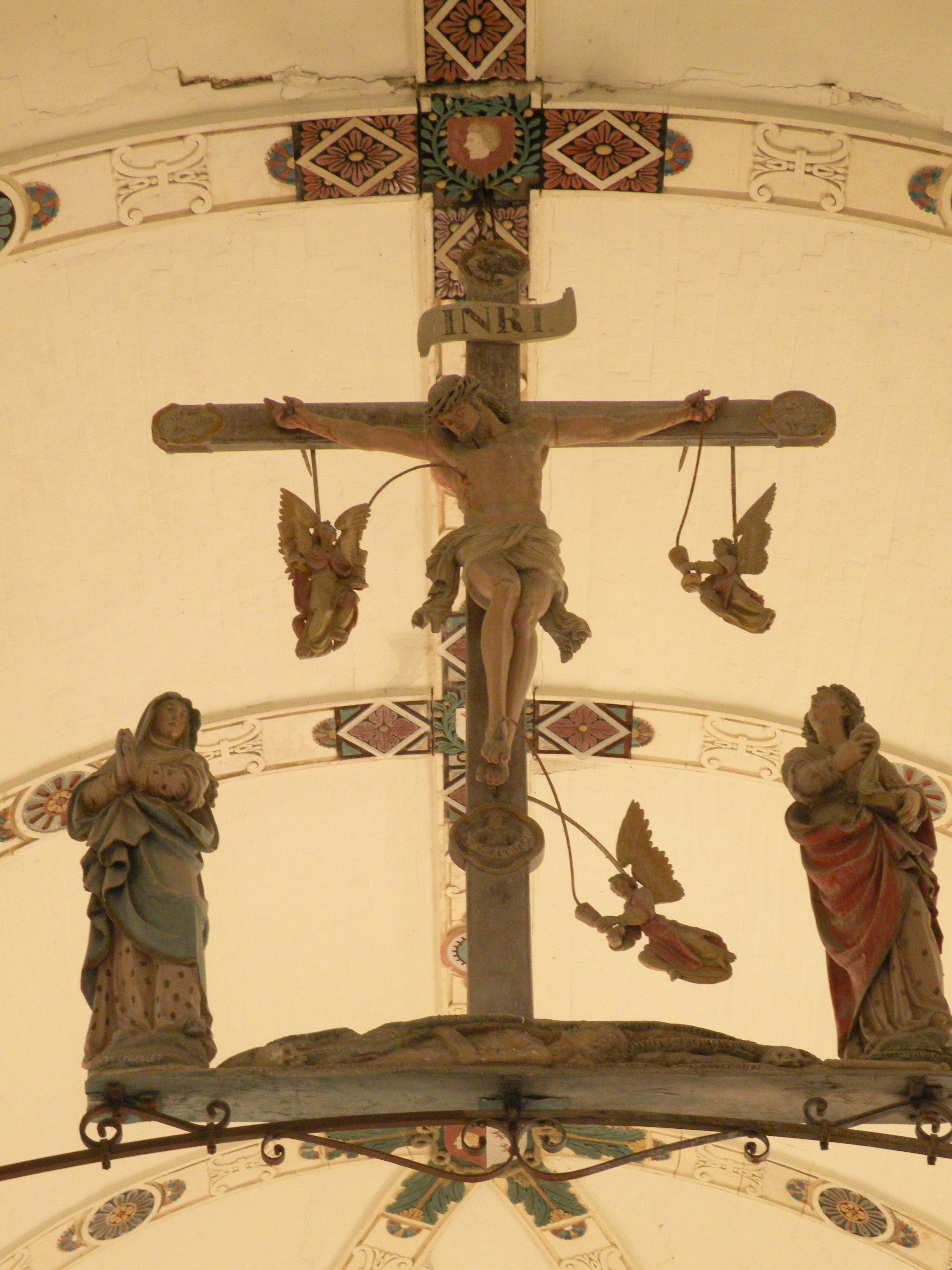
Poutre de gloire.

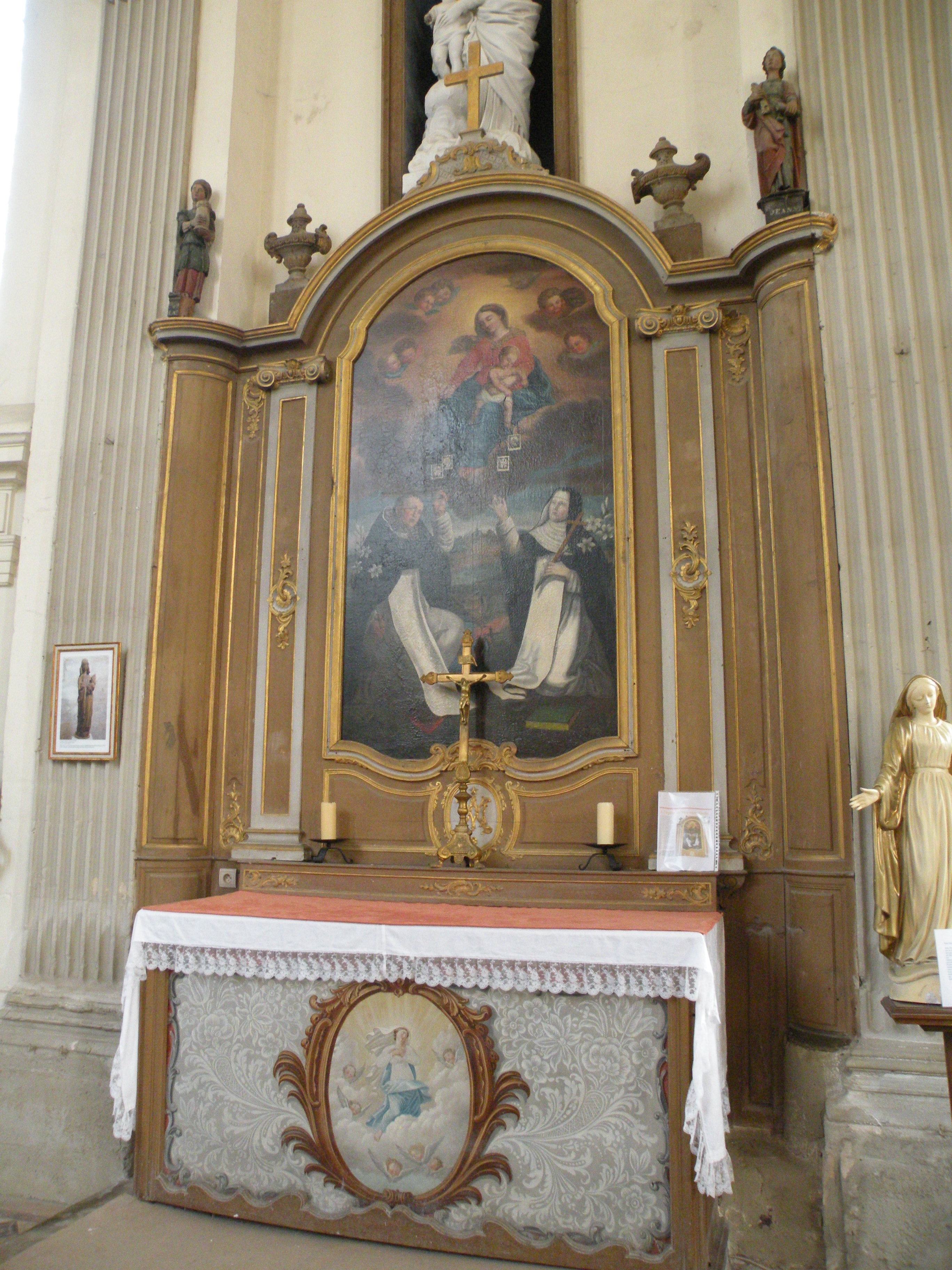
Retable de gauche.

Parmi le mobilier de l'église, deux éléments sont classés monument historique au titre objet, dont l'ensemble formé par l'autel, le tabernacle et le retable.
- Les retables latéraux à gauche et à droite de l'entrée du chœur servent d'encadrement à des tableaux de grand format. Ils comportent deux pilastres ioniques et un fronton cintré, qui est cantonné de deux pots-à-feu, et sommé d'un crucifix, dont le socle arbore une fleur de lys. Les niches à statues derrière le crucifix ne font pas partie du retable proprement dit, mais entrent dans sa composition. Le tableau du retable de gauche représentait initialement la réception du Saint-Rosaire par saint Dominique de Guzmán et sainte Catherine de Sienne, des mains de la Vierge à l'Enfant. Elle est assise sur une nuée au milieu du ciel, entourée de nombreux angelots. Les chapelets ont été remplacés par des scapulaires. Le tableau du retable de droite montre Roch de Montpellier en costume de pèlerin de Saint-Jacques-de-Compostelle, se reposant en cours de chemin, un livre ouvert à côté de lui, tandis que son fidèle chien lui apporte une tranche de pain. Les deux tableaux sont les œuvres du même artiste anonyme du XVIIIe siècle, et ont été restaurés en 2009. Les boiseries sont de la même époque, et sortent d'un atelier de Gisors, qui a fourni la plus grande partie du mobilier liturgique de l'église[7].
- La poutre de gloire est aussi ancienne que l'église, et occupe son emplacement d'origine, sous la voûte à l'entrée du chœur. Aujourd'hui la poutre repose sur un arceau en fer forgé, car les extrémités de gauche et de droite de la poutre proprement dite ont été coupées, mais sinon, l'ensemble est authentique hormis quelques ragréages. ll se compose, selon l'usage, d'un Christ en croix flanqué de statues de la Vierge de douleur et de saint Jean. Le Christ est accroché sur le crucifix par de très longs clous en fer forgé. Le sang jaillit des plaies au cœur, sur la main gauche et sur les pieds, et est recueilli dans des calices par trois anges voletants dans les airs. Le sang est matérialisé par des éléments en fer forgé. Aux extrémités du crucifix, les symboles du Tétramorphe correspondant aux quatre Évangélistes apparaissent sur des médaillons. Deux sont identifiés grâce à des légendes, saint Matthieu (en bas) et saint Jean (en haut). Les autres légendes sont effacées. Sur la poutre elle-même, un cadavre transi allongé et deux crânes symbolisent le Golgotha. Dans sa forme actuelle, l'ensemble mesure 250 cm de largeur et 450 cm de hauteur. Le classement remonte à 1912[9].
- L'ensemble formé par le maître-autel, le tabernacle et le retable est de style Rocaille, et peut être daté du milieu ou du troisième quart du XVIIIe siècle. Il est en bois taillé, vernis de blanc, avec rehaussement de tous les éléments sculptés par des dorures ou, plus rarement, par une polychromie. La hauteur est de 600 cm, et la largeur est de 244 cm (au niveau de l'autel). Le retable est un grand panneau incurvé, avec fronton cintré. Il arbore en son centre une grande gloire rayonnante, qui est agrémentée de cinq paires de têtes de chérubins. À gauche et à droite, de grands anges très gracieux, sont sculptés en demi-relief. Ils sont agénouillés sur des nuées, et adorent visiblement la croix qui somme le tabernacle. L'ange de droite a les mains jointes en prière, tandis que l'autre ramène ses mains croisées sur sa poitrine. Le couronnement du retable est formé par une rocaille, qui sert de support à un globe terrestre, sur lequel se dresse le Christ bénissant, une croix dans son autre main. Le tabernacle, avec un décor sculpté surabondant, est flanqué de deux ailes latérales, décorées par des guirlandes. Les jambages de l'armoire sont surmontées par des têtes de chérubins, et ornés de grappes de raisin et feuilles de vigne (à gauche), et d'épis de blé (à droite). Le motif représenté sur la porte est le pélican mystique nourrissant ses petits de sa propre chaire. L'autel, plus sobre, affecte une forme galbé, et affiche en son centre l'Agnus Dei allongé sur une croix, qui est elle-même placée sur le livre aux sept sceaux. Une coquille apparaît sur chaque angle de l'autel. Au moment du classement en 1966, l'ensemble était remisé dans le porche depuis le XIXe siècle, en fort mauvais état et rongé par les xylophages[10],[7]. Il est aujourd'hui restauré.

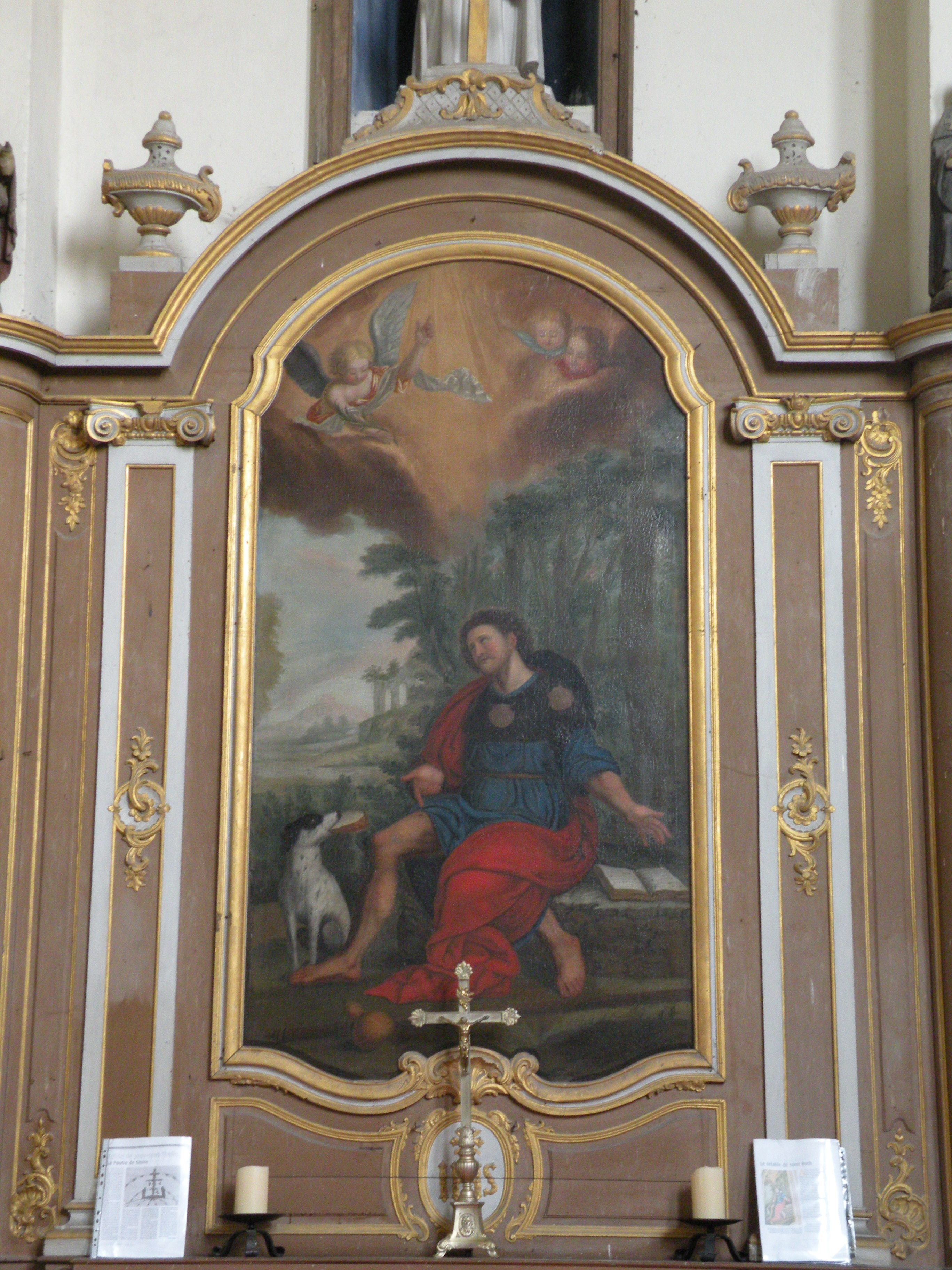
Retable de St-Roch.
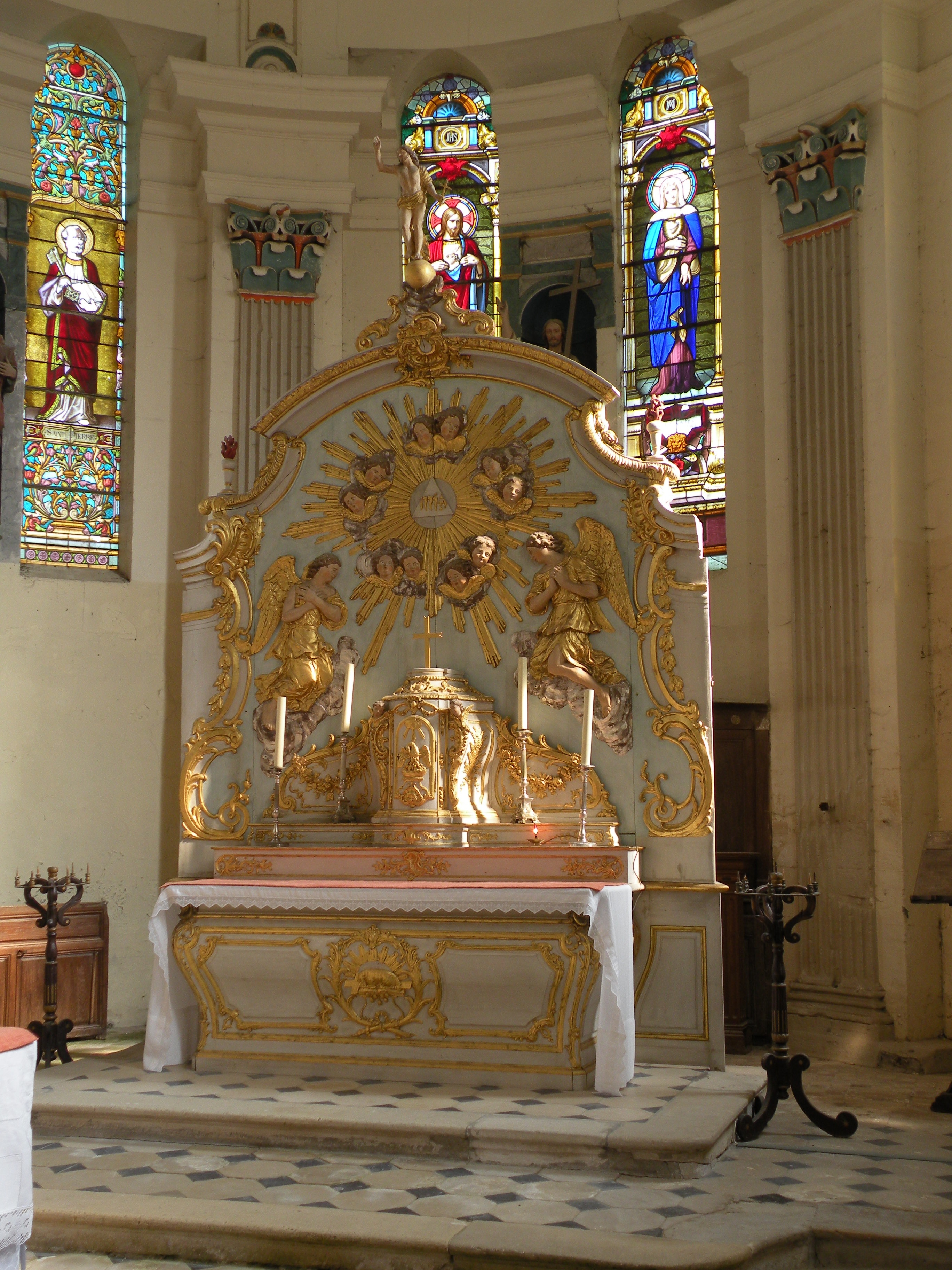
Retable et maître-autel.
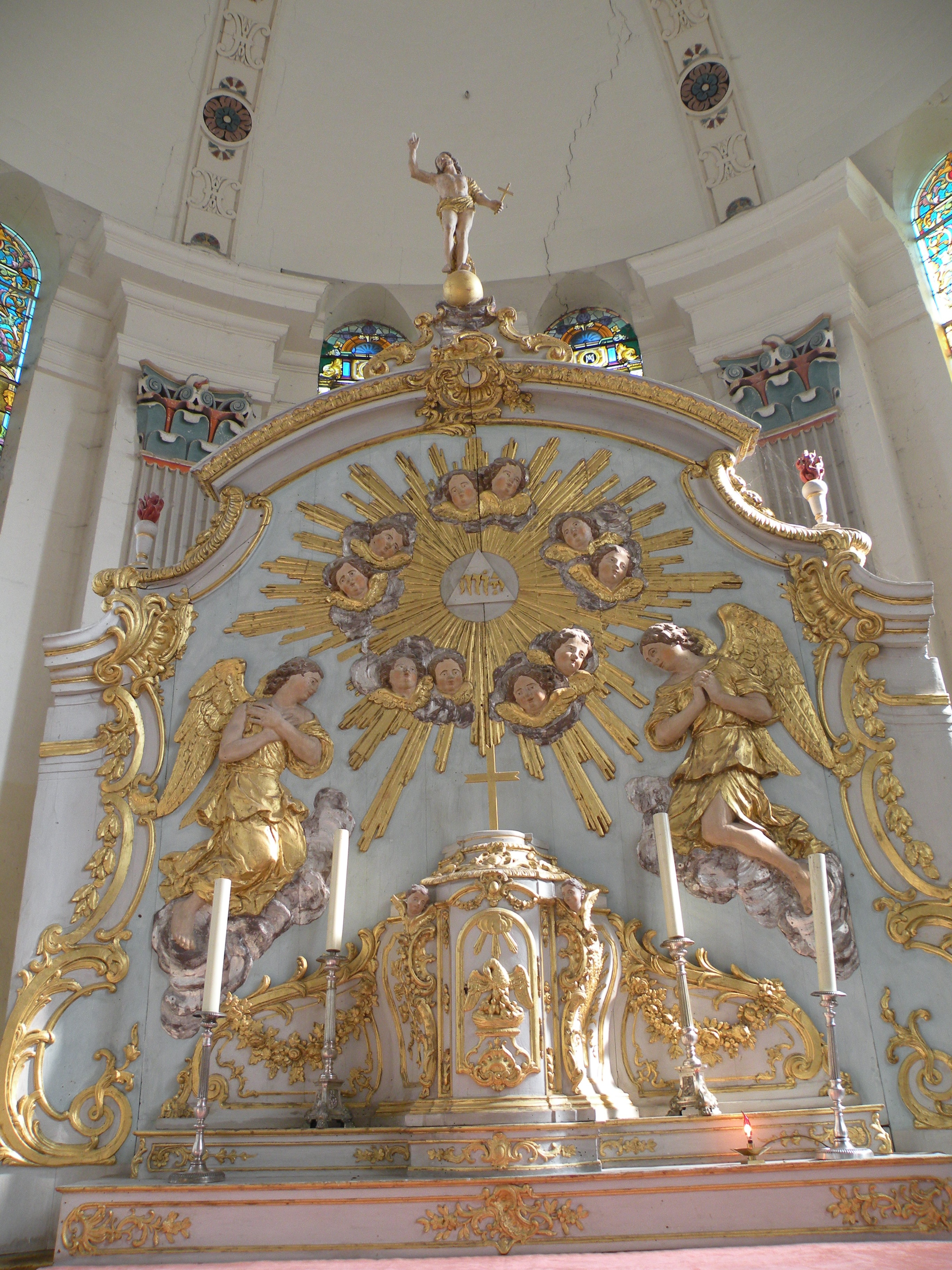
Retable du maître-autel.
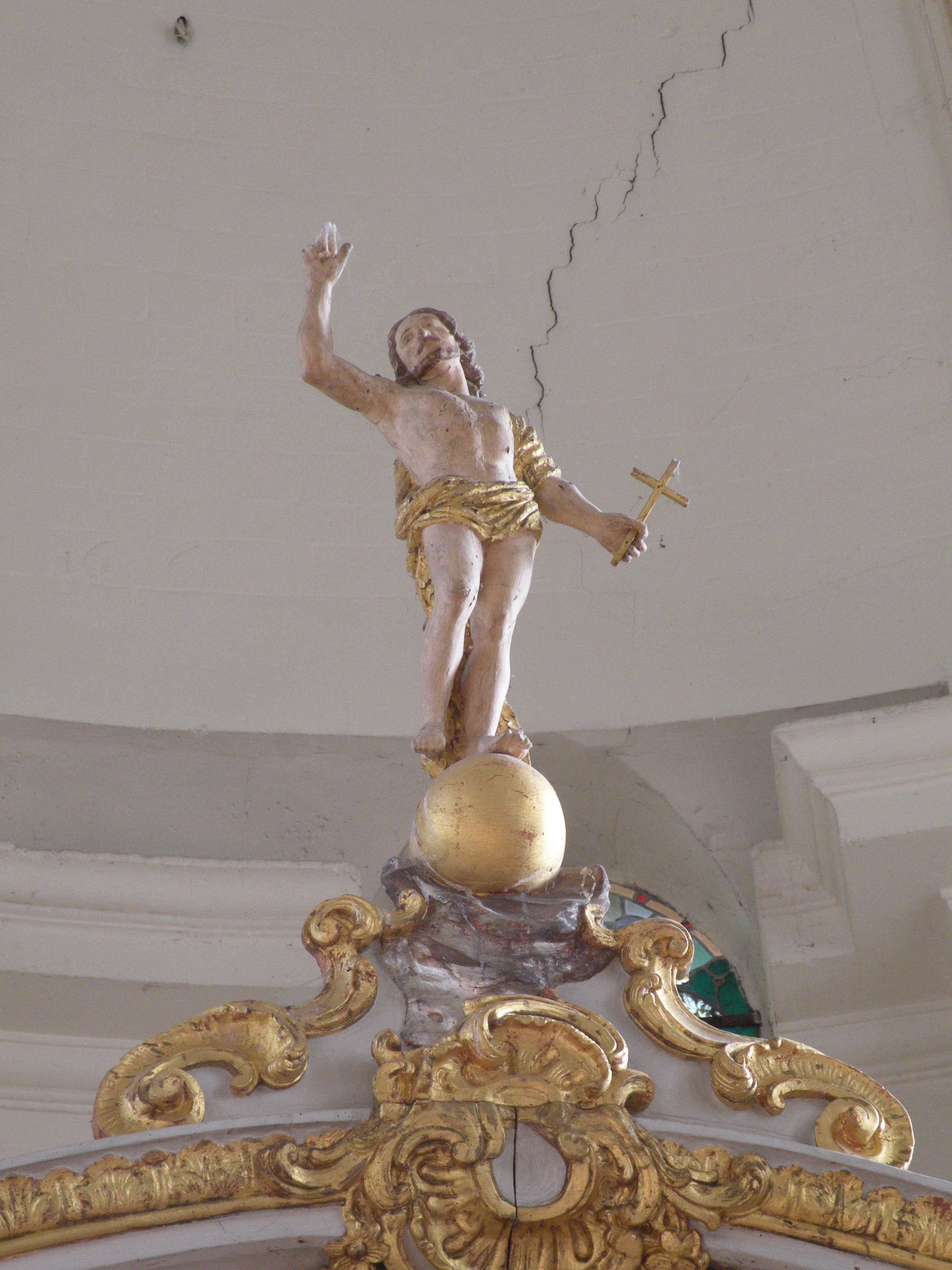
Christ sur le retable.
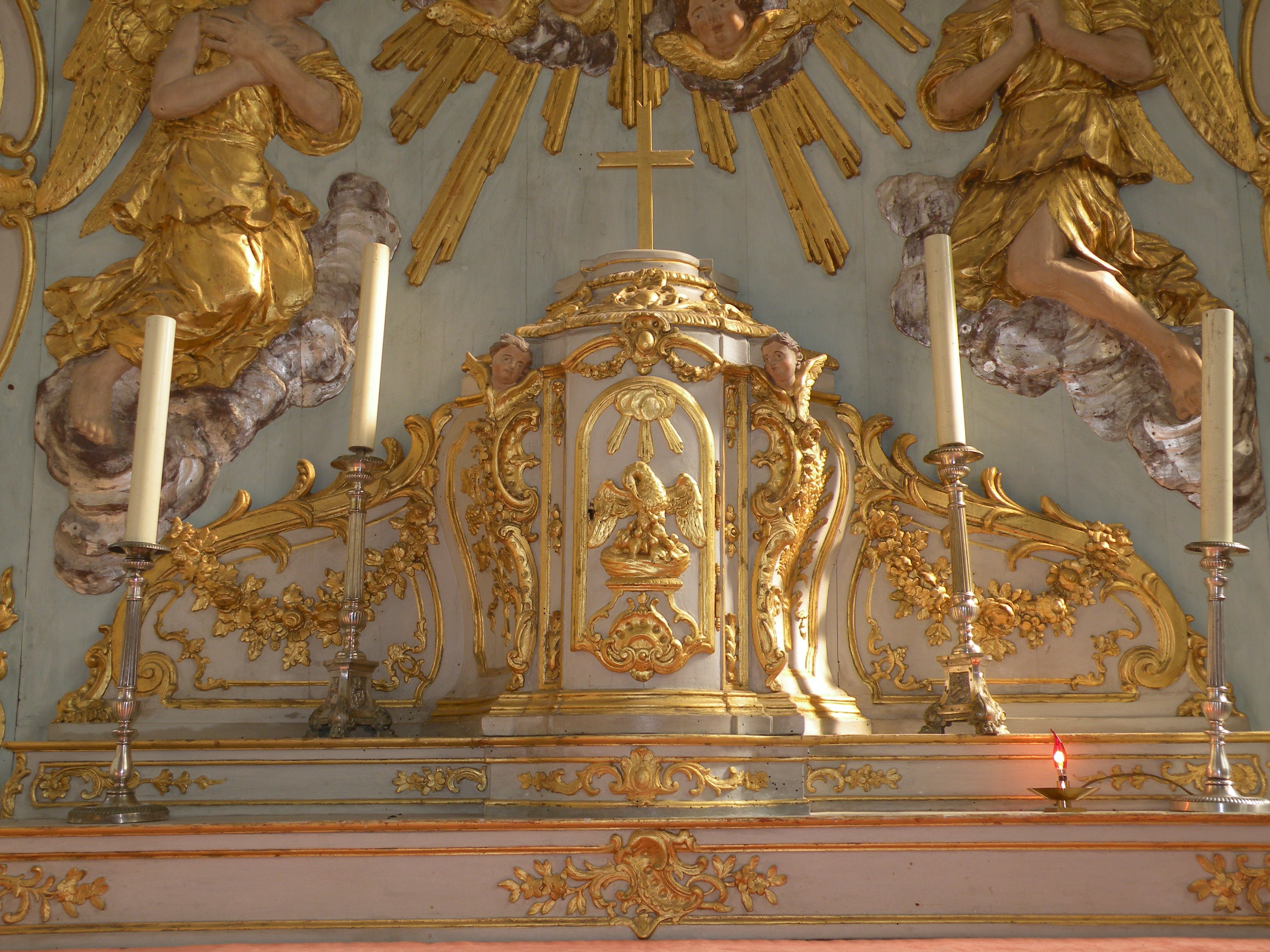
Tabernacle.
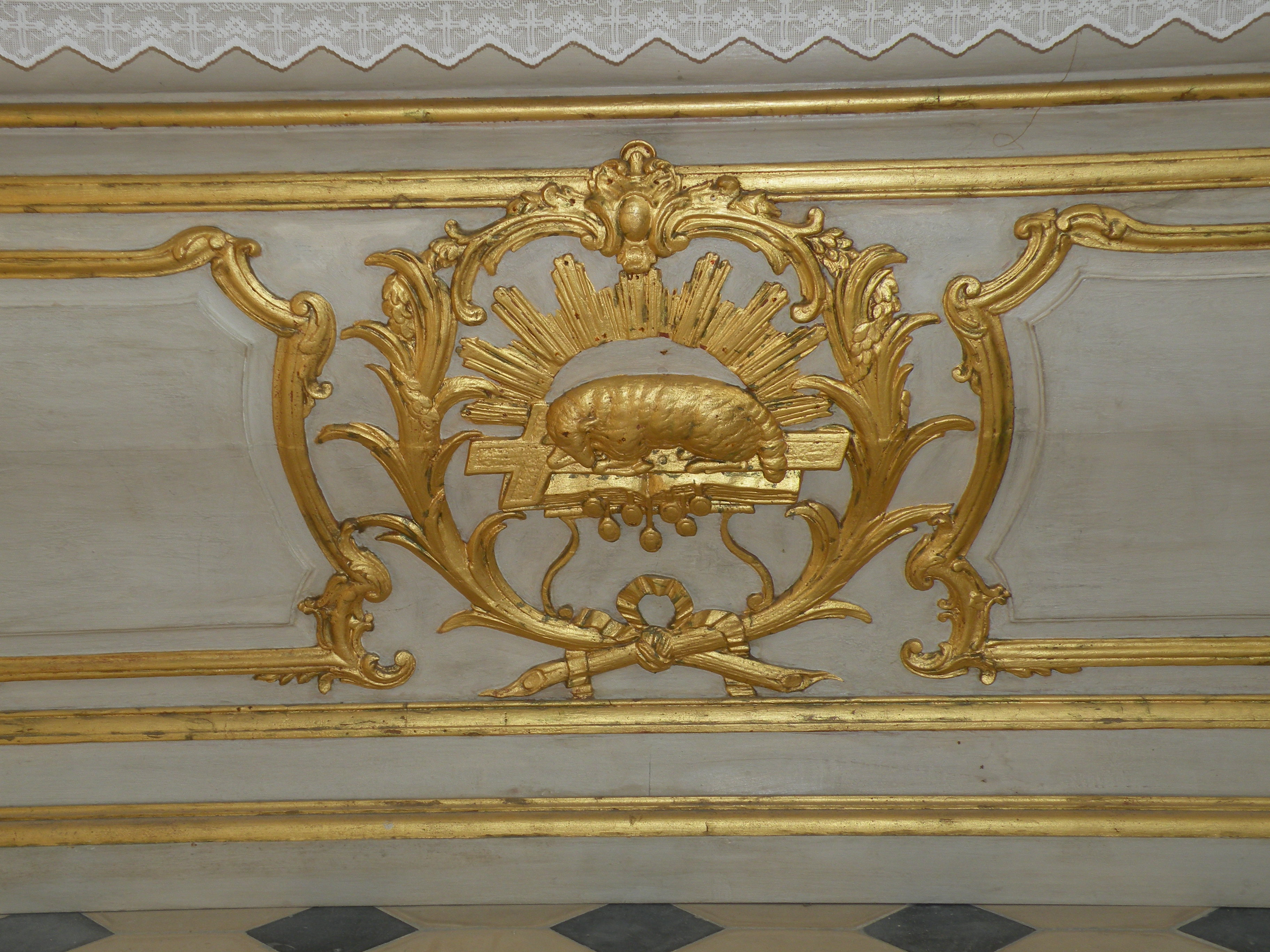
Maître-autel.